# Polacanthus
Polacanthus is een geslacht van uitgestorven plantenetende ornithischische dinosauriërs behorend tot de Ankylosauria, dat tijdens het Vroeg-Krijt leefde in het gebied van het huidige Groot-Brittannië.
De eerste fossielen van Polacanthus werden gevonden in 1843 op het eiland Wight. Het dier kreeg zijn naam, die 'veeldoornige' betekent, toen in 1865 de typesoort Polacanthus foxii benoemd werd. Daarna werden nog drie soorten in het geslacht benoemd maar daarvan denken de geleerden tegenwoordig dat het om P. foxii gaat of om andere geslachten. In 1865 werd de achterkant van een skelet ontdekt en daarna zijn er nog wat losse botten gevonden. Veel van de bouw van het dier is dus nog onduidelijk.
Polacanthus werd zo'n vijf meter lang en twee ton zwaar. Zijn lichaam was bedekt met pantserplaten, stukken verbeende huid. Een groot heupschild bedekte de achterkant van zijn brede platte romp. Op de staart stonden rijen lange stekels. De achterkant van de staart was stijf om aanvallers een felle slag mee te kunnen toebrengen. Misschien stonden er ook rijen stekels op de voorkant van de romp en de nek.
Polacanthus had relatief lange poten vergeleken met zijn mogelijke verwanten, de Nodosauridae. Polacanthus at lage planten die met een hoornsnavel werden afgebeten. Na verder verknipt te zijn door tanden werd het voedsel in de enorme buikholte verteerd.

## Vondst en naamgeving

### Vroege vondsten
In 1843 werden door John Edward Lee drie beenplaten beschreven, bij Sandown Bay op de oostkust Wight gevonden, waarvan tegenwoordig begrepen wordt dat die aan Polacanthus moeten hebben toebehoord. De vondst raakte echter in vergetelheid. Eén osteoderm bestaat wellicht nog, specimen NHMUK PV R643, de andere gingen verloren toen ze in een rijtuig van Lee naar James De Carle Sowerby werden vervoerd, samen met een beschrijving en een illustratie door Lee. Lee had echter al een tekening laten maken door de graveur Charlesworth. Uit diens gravure wordt duidelijk dat een van de stukken een rosette betrof, een grote centrale ovale bolle plaat, omringd door ringen kleine hoekige beenplaatjes met putjes. Zulke rosettes zijn typisch voor het heupschild van nodosauriden.

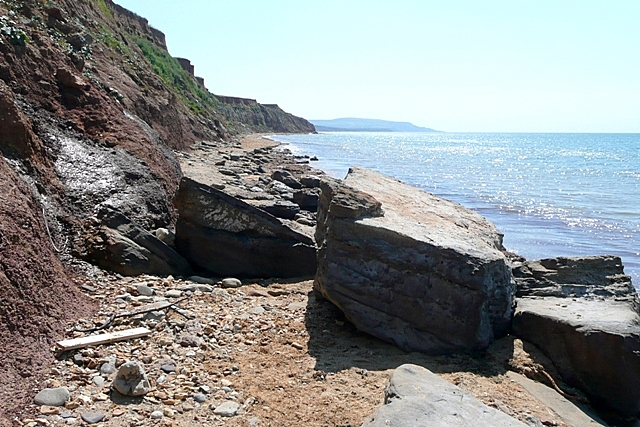
Zicht op Barne's High, achter de rotsblokken; door erosie is de locatie van de vindplaats van het holotype allang onder de golven verdwenen

In 1859 meldde de geoloog Ernest P. Wilkins dat zich in zijn verzameling talrijke schubben, stekels en platen bovenop wervels bevonden afkomstig van Wight, waarvan later werd vermoed dat die van Polacanthus waren maar die hij zelf toewees aan Hylaeosaurus. Zijn collectie verhuisde na zijn dood naar een reeks opeenvolgende instituten en tijdens dat proces moeten de ankylosaurische fossielen kwijt zijn geraakt. Een uitzondering is wellicht een linkeropperarmbeen, specimen NHMUK R1106.

### Het holotype vanPolacanthus foxii

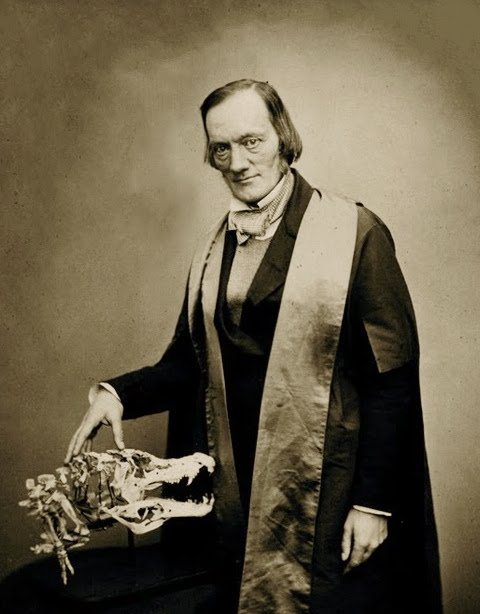
Fox maakte Richard Owen tot de officiële naamgever

Een heel skelet van Polacanthus werd in 1864 of, waarschijnlijker, begin 1865 door dominee William Fox ontdekt in de Barne's Chine, ook wel Barnes High genoemd, een rotswand aan de zuidwestkust van het eiland Wight. Wellicht werd de vondst in maart gedaan, als laagtij de stranden toegankelijker maakt. Het moet hem vele dagen gekost hebben de resten te verwijderen, zeker het zware en kwetsbare heupschild. Fox was een belangrijk amateurpaleontoloog die verschillende nieuwe soorten zou ontdekken. Eerst meende hij een reusachtige schildpad gevonden te hebben; pas later begreep hij dat het om een dinosauriër ging.
Op 23 juli 1865 plaatste Fox de beenderen, die zorgvuldig in papier en dozen waren verpakt om te voorkomen dat hun fragmenten vermengd zouden raken, in hun natuurlijke positie op de achtertuin van zijn Myrtle Cottage. Hij had de paleontoloog Richard Owen uitgenodigd ze te bekijken. De bijeenkomst werd ook bezocht door de dichter Alfred Tennyson en diens vrouw Emily, die ook op Wight woonden. Tennyson had Fox op zijn opgraving van het fossiel vergezeld, oude balladen ovder draken zingend. Owen was onder de indruk van de vondst en erkende dat het een nieuw taxon betrof. Daarna lijken alle drie de mannen de vindplaats te hebben bezocht.
September 1865 gaf Fox een lezing voor de British Association waarin hij meldde dat Richard Owen de soort benoemde als Polacanthus Foxii: op die manier werd wellicht de moeilijkheid omzeild dat Fox de soort niet direct naar zichzelf kon vernoemen. Dezelfde informatie werd vlak daarna gepubliceerd in anonieme artikelen in het blad van de Geological Association en op 16 september in een krant, de Illustrated London News, vergezeld van een houtsnede van hoge kwaliteit die de belangrijkste beenderen afbeeldde. Pas in 1866 werd de lezing gepubliceerd. De publicaties maken Owen de formele naamgever volgens artikel 50.1.1 van de ICZN. Deze gang van zaken heeft veel verwarring gesticht omdat latere auteurs geen overeenkomende publicatie van Owen uit 1865 konden vinden; soms werd daarom Thomas Huxley (1867) als naamgever van de geslachtsnaam en John Whitaker Hulke (1881) als naamgever van de soortaanduiding aangewezen.
De geslachtsnaam betekent 'veelstekelig', vanuit het Klassiek Grieks πολύς, polys, 'veel' en ἄκανθα, akantha, 'doorn', een verwijzing naar de stekels van het beenpantser; de soortaanduiding eert de ontdekker. Op 23 juli schijnt Fox zijn goede kennis en de toenmalige Britse poet laureate Tennyson voorgesteld te hebben een naam te verzinnen, waarop deze Euacanthus Vectianus opperde, de 'welgedoornde van Wight', althans zoiets maakte diens zoon Hallam Tennyson in 1897 op uit de dagboekaantekeningen van zijn moeder. Owen zegde toe dit te overwegen maar moet er uiteindelijk van hebben afgezien, wellicht omdat euacanthus een veelgebruikte soortaanduiding was bij allerlei stekelige planten.

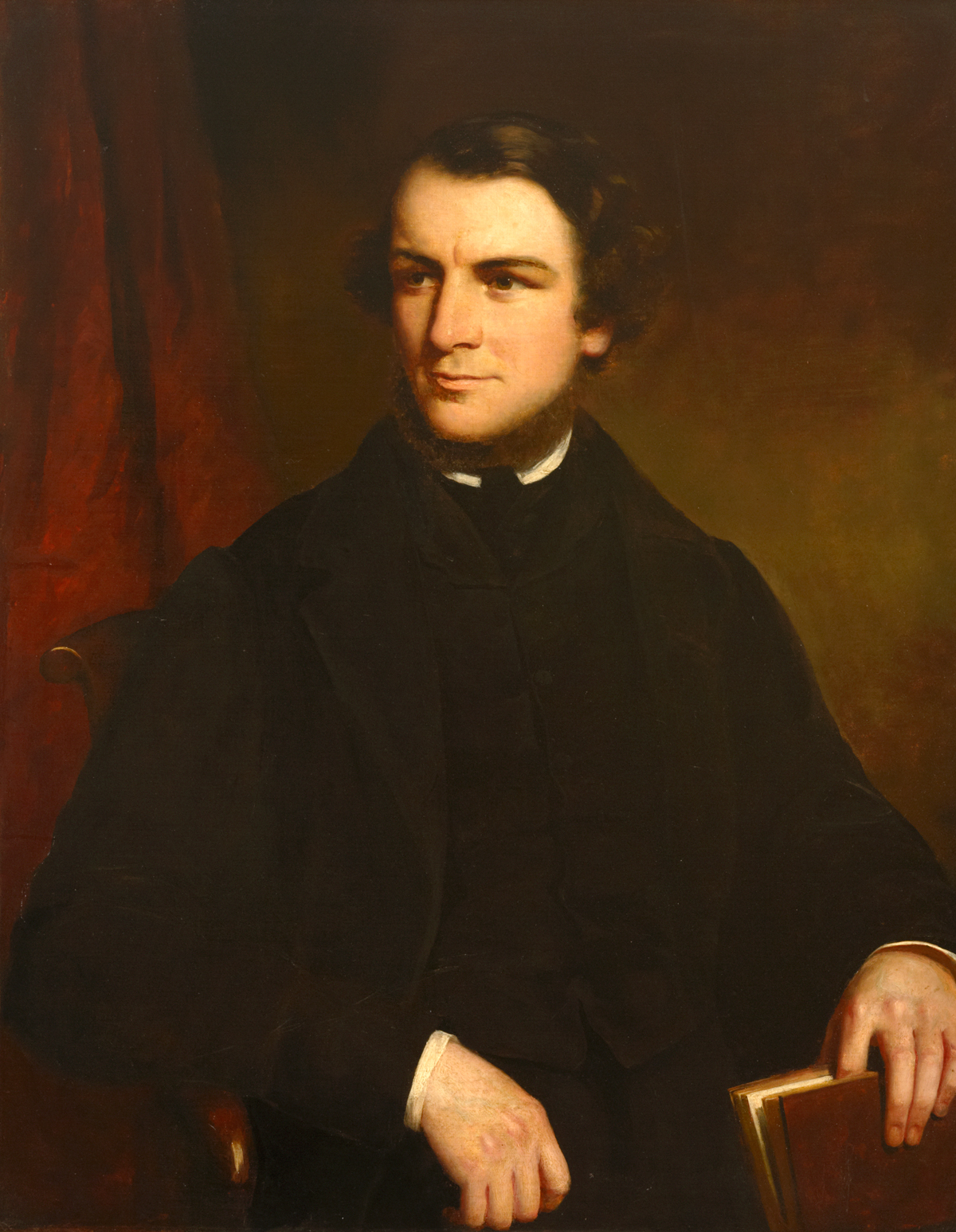
Hulke beschreef de soort als eerste in detail

In 1881 werd het specimen voor het eerst in enig detail door Hulke beschreven. Daaruit trekt men meestal niet de conclusie dat de geslachtsnaam tot dat jaar een nomen nudum was. Hulke betreurde in 1881 de amateuristische wijze van opgraven, die tot veel beschadigingen had geleid, en stelde dat hij haast had gemaakt met een beschrijving uit vrees dat het slecht opgeslagen exemplaar wellicht totaal verloren zou gaan; hij trof het volledig uit elkaar gevallen aan. Vermoedelijk was oorspronkelijk het hele skelet nog aanwezig maar had Fox het voorste deel niet kunnen veilig stellen voordat het door storm werd weggespoeld. Het werd met de Fox Collection als geheel na Fox' dood in 1881 aangekocht door het British Museum of Natural History. Daar werd het beenpantser, toen het stuk in 1882 daadwerkelijk in het museum aankwam, door preparateur Caleb Barlow weer in elkaar gezet, hoewel Hulke dat in 1881 nog een hopeloze onderneming genoemd had. De stukken werden verbonden door canadabalsem. Dit stelde Hulke in staat het stuk in 1887 aanvullend te beschrijven. Bij deze gelegenheid werden ook professionele lithografieën van de botten gepubliceerd; in 1881 had Hulke de tekst ook wel begeleid laten gaan van illustraties maar die waren toen door hemzelf, met hulp van William Henry Wesley, tamelijk amateuristisch met touche op de lithografische steen geschilderd. In 1905 werd de vondst nog eens beschreven door baron Franz Nopcsa toen het stuk voor het eerst door het museum werd opgesteld in een glazen vitrine. Daarbij werd het heupschild compleet gemaakt met gips. In het midden van de twintigste eeuw werden de beenderen opgeslagen in de kelder.

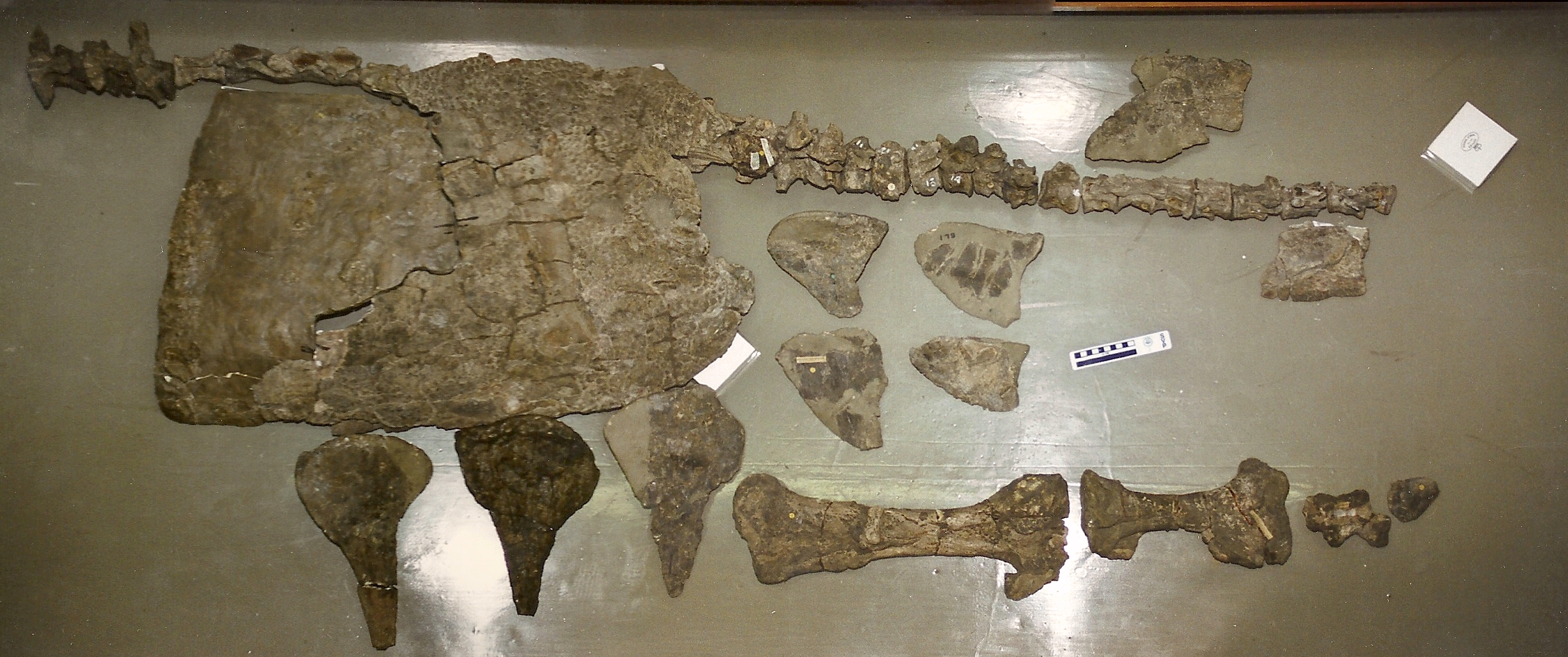
Het holotype

Het holotype, BMNH R175, is gevonden in een laag schalie met plantenresten van de bovenste Wessexformatie die dateert uit het Barremien, rond de 128 miljoen jaar oud. Het bestaat uit de achterzijde van een skelet. Bewaard zijn gebleven: vijf achterste ruggenwervels; elf dorsosacrale en sacrale wervels, ongeveer tweeëntwintig voornamelijk voorste staartwervels, verbeende pezen, elf ribben, drie chevrons, een volledig bekken, beide dijbeenderen, een linkerscheenbeen, een linkerkuitbeen, een linkersprongbeen, twee middenvoetsbeenderen, een klauw, een twintig tot dertig stekels en evenveel beenplaten. Fox gaf in 1865 en 1869 afwijkende opgaven van de aantallen beenderen. Hulke wees er in 1881 op dat hij verschillende elementen daarvan niet kon terugvinden, waaronder schaambeenderen en zitbeenderen, en betwistte de indeling van de wervelkolom. Zijn beschrijving van 1887 moest echter de opgaven van Fox grotendeels bevestigen. In 1905 concludeerde Nopcsa dat een stuk achterhoofd, een halswervel en een schaambeen die door Fox of Seeley in 1892 in het materiaal aangegeven waren, in feite botten van Iguanodontia vertegenwoordigden. Daarnaast waren er fragmenten van krokodilachtigen in het omvattende gesteente aanwezig.

### Verdere vondsten

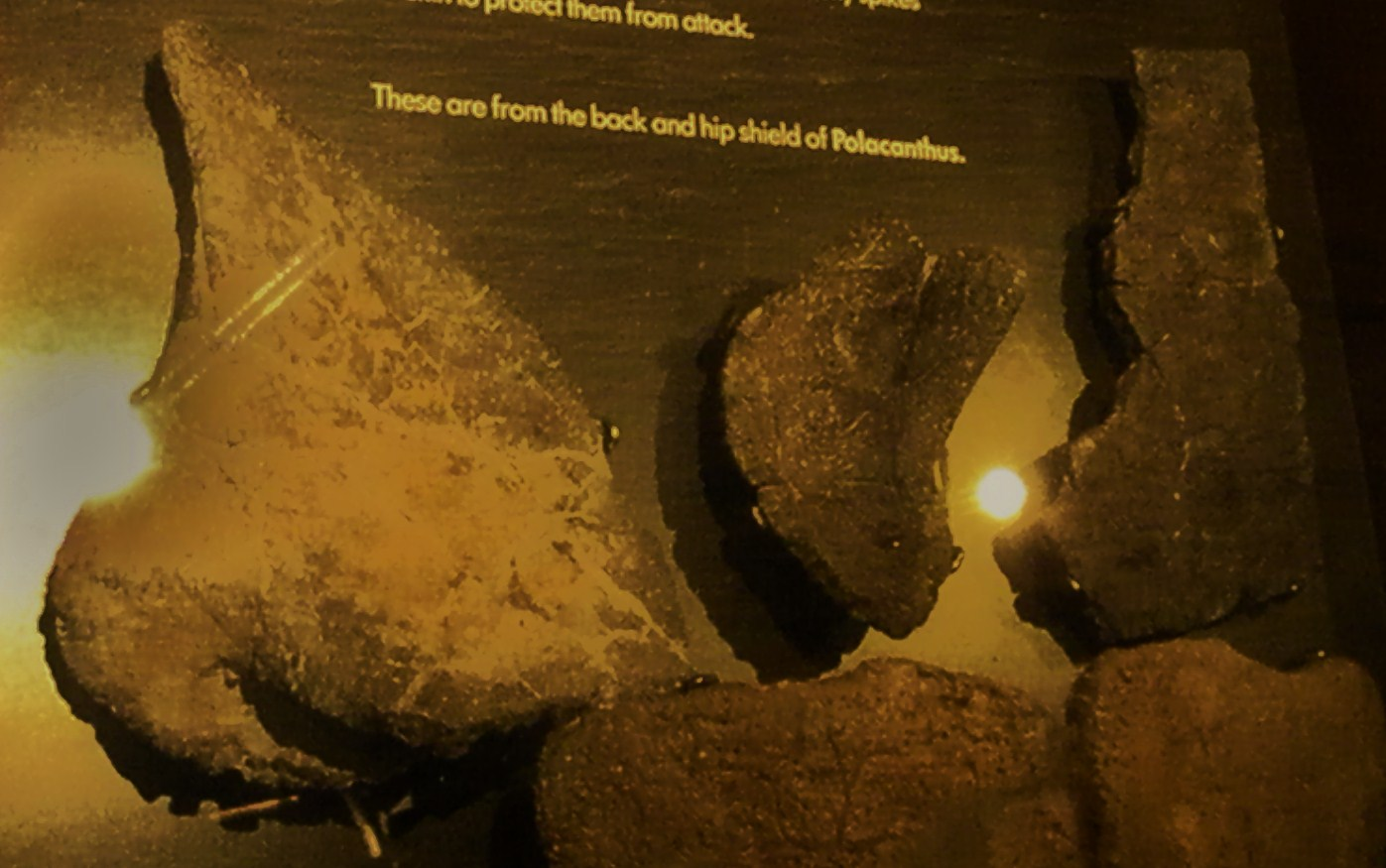
Dergelijke beenplaten uit Engeland worden meestal aan Polacanthus toegewezen

Later zouden er talrijke losse beenderen, stekels en beenschubben aan Polacanthus foxii toegewezen worden. Bij veel daarvan gaat het om materiaal uit een stuk oudere of jongere formaties, samen bijna het hele Onder-Krijt beslaand, zodat het hoogst onwaarschijnlijk is dat het inderdaad om dezelfde soort gaat. Reeds in 1891 beschreef Harry Govier Seeley een schaambeen van Polacanthus dat naar huidige inzichten aan een andere dinosauriër toebehoorde, vermoedelijk een lid van de Euornithopoda.
Van de modernere vondsten werd een deel in de bovenste Wessexformatie van Wight gedaan zodat het plausibel is dat het Polacanthus betreft, als we tenminste aannemen dat er maar één nodosauride van de fauna deel uitmaakte. Op 16 februari 1974 vond David Kemp bij Barnes High een stekel die opgenomen werd in de collectie van het Gosport Museum in Hampshire met het inventarisnummer GM 981.45.
In de middag van 29 maart 1979 werd door William T. Blows bij Compton Bay bij laagtij een tweede gedeeltelijk skelet van een onvolwassen exemplaar geïdentificeerd, specimen NHMUK R9293, met behalve een bekken, wervels en beenplaten ook schedelelementen. Hiervan bleken vanaf 1876 verschillende elementen geborgen te zijn; pas in de jaren zeventig van de twintigste eeuw wist Blows het hoofdgedeelte veilig te stellen, waarbij de opgravingen tot 1984 voortgezet werden toen de uitgeholde kuil zo diep was geworden dat hij zelfs bij laagtij helemaal met water gevuld was. Het is gemeld dat de doornuitsteeksels van de staartwervels een andere vorm hebben dan die van het holotype, wat suggereert dat het hier om een apart taxon gaat. In 2020 werd dit bevestigd door de aanwezigheid van diepe groeven aan de zijden van de voorste gewrichtsuitsteeksels van de staartwervels, die bij Polacanthus ontbreken.

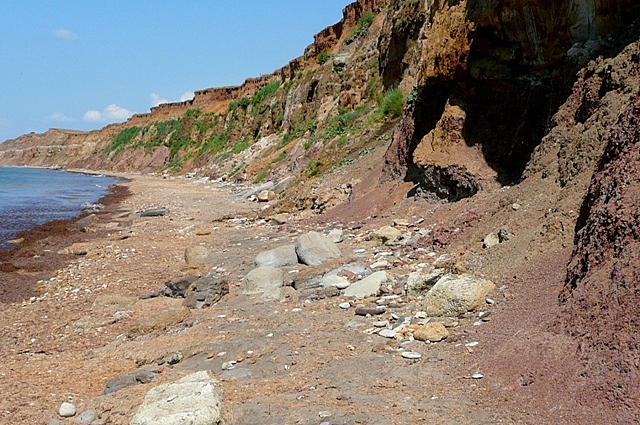
De Chilton Chine

In de Chilton Chine werd in 1994 een volgend exemplaar ontdekt. Het omvat onder andere drie halswervels en twee ruggenwervels. Het werd in 1996 gedeeltelijk in de collectie van het Dinosaur Isle Museum opgenomen onder het inventarisnummer IWCMS 1996.153. Het was in 2020 nog niet beschreven. Een ander deel is nog in handen van de ontdekkers. In 1996 werd een hersenpan beschreven, specimen CAMSM X.26242, ook in de Chilton Chine aangetroffen, door David Cooper. Dezelfde vond op de zuidkust van Wight een losse ruggenwervel, specimen NHMUK PV R36821. In 1987 en 2015 werd door Blows uit de Whale Chine een synsacrum gemeld, opgegraven in het midden van de jaren zestig, specimen NHMUK R9950.

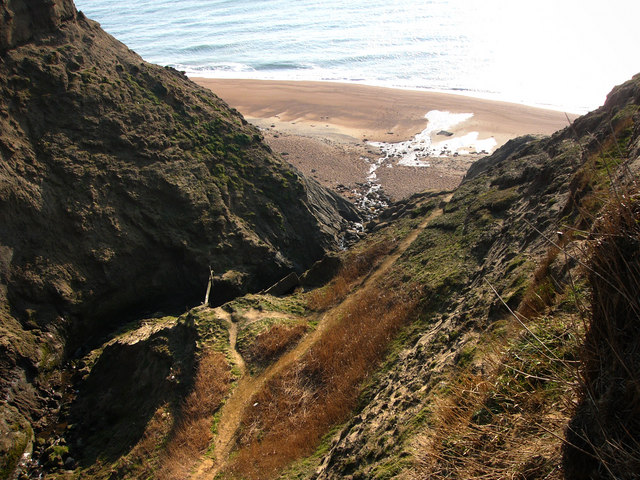
De Whale Chine

In het begin van de eenentwintigste eeuw is er een groot aantal nieuwe vondsten gedaan, vaak door amateurpaleontologen. Die zijn nog niet beschreven maar schijnen het oude materiaal in veel elementen te kunnen aanvullen. Zo is er in 2010 en 2012 in Compton Bay een bekken met heupschild opgegraven, door Kail Bailey gevonden in het voorjaar van 2010, dat eerst bewaard werd en daarna is aangekocht door het Dinosaur Expeditions, Fossil Conservation and Palaeoart Centre bij Brighstone. Het was in 2020 nog onbeschreven.
Behalve op Wight zijn er ook vondsten gedaan in Engeland, vooral sinds de jaren tachtig van de twintigste eeuw. Daarvan is het onwaarschijnlijker dat het om Polacanthus gaat. Zo is er een blok gevonden met verschillende wervels uit de Lower Greensand van het oosten van Devon, specimen NMW 94.32G.2. In de Freshfields Quarry in Sussex werd door David Cooper een osteoderm gevonden uit de Wealdenlagen, specimen UKNHM R13002.
In 2014 werd door Blows een nieuw gedeeltelijk skelet uit de Wadhurst Clay gemeld, specimen BEXHM 1999.34.1-2011.23.1, in de vroege zomer van 1998 door David Brockhurst gevonden in de Ashdown Pevensey Quarry van een baksteenfabriek bij Bexhill in Sussex. In 1997 had hij al een losse ankylosaurische tand aangetroffen. Tot in 2010 werden osteodermen, wervels en ledematen opgegraven. Het specimen zou volgens Blows met zekerheid aan Polacanthus foxii toebehoren. Dit zou een aanwijzing kunnen zijn dat beide soorten identiek waren daar ze nu in tijd overlappen. Maar omdat een schouderstekel van dit exemplaar duidelijk afwijkend was van de schouderstekels van Hylaeosaurus concludeerde Blows juist dat in het Valanginien van Engeland twee taxa tegelijk voorkwamen. In 2020 bleek dat het vermeende schouderblad van het specimen, op grond waarvan tot een identiteit geconcludeerd was, in feite een zitbeen betrof. Het exemplaar had geen overeenkomsten met Polacanthus en mist de gekielde wervels van Hylaeosaurus zodat het wellicht een heel nieuw taxon vertegenwoordigt.
Naast de Britse vondsten worden ankylosaurische resten uit het hele Onder-Krijt van Europa, alle sterk fragmentarisch, meestal of aan Hylaeosaurus of aan Polacanthus toegewezen. In geen enkel geval delen ze echter aantoonbaar echte unieke kenmerken met deze vormen. De belangrijkste van deze zijn resten van nodosauriden uit het Aptien van Burgos, Soria en Morella die door Spaanse onderzoekers tussen 1983 en 2011 bij een Polacanthus sp. werden ondergebracht. De meeste daarvan zijn pantserplaten maar in 2007 werd ook skeletelementen gemeld. Het betreft de specimina MNS 2002/95.109, 456, 614: ruggenwervels; MNS 2001/122.785, 2002/95.45, 61, 62, 65, 85, 139, 149, 176, 222, 270, 305, 385, 396, 635, 663, 713, 733-734, 735, 805, 895: stukken rib; MNS 2002/95.608: een stuk darmbeen met heiligbeen; MNS 2002/95.110, 115, 2003/69.479: stekels van de romp; MNS 2002/95.132: een gekielde osteoderm van de romp; MNS 2002/95.261, 291: stukken mogelijke stekels van de romp; MNS 2002/95.117bis, 118, 119, 120, 121, 122, 309, 609, 719, 734: stukken heupschild; MNS 2002/95.10: een beenplaat; MNS 2002/95.49, 111, 112, 113, 116, 117, 245, 389, 744, 772, 870: platen van de staart en MNS 2002/95.19, 124, 125, 228, 322, 481: losse beenschubjes. Polacanthus kan over Armorica de plaat van Iberica hebben bereikt. De wervels hebben veel hogere wervelbogen dan het Engelse materiaal.
In 2020 werd een herziene beschrijving gepubliceerd.

### Verdere soorten en geslachten
In 1924 benoemde Edwin Hennig een Polacanthus becklesi, waarvan de soortaanduiding de verzamelaar Samuel Beckles eerde, gebaseerd op specimen BMNH R1926, een stuk rechterdarmbeen met opvallend dikke pantserplaten, volgens Charles Dawson in de negentiende eeuw door Beckles gevonden op Wight en in 1891 door Richard Lydekker in de wetenschappelijke literatuur gemeld. Vermoedelijk gaat het in feite om een jonger synoniem van P. foxii. Een soortverschil werd slechts aangenomen omdat de pantserplaten bovenop gladder zijn maar dat kan veroorzaakt zijn door watererosie van het fossiel. Afgezien van de verwering is het patroon van het oppervlak van pantserplaten hetzelfde. In 2020 werd vastgesteld dat het specimen geen onderscheidende kenmerken deelt met het holotype van Polacanthus en P. becklesi een nomen dubium is.

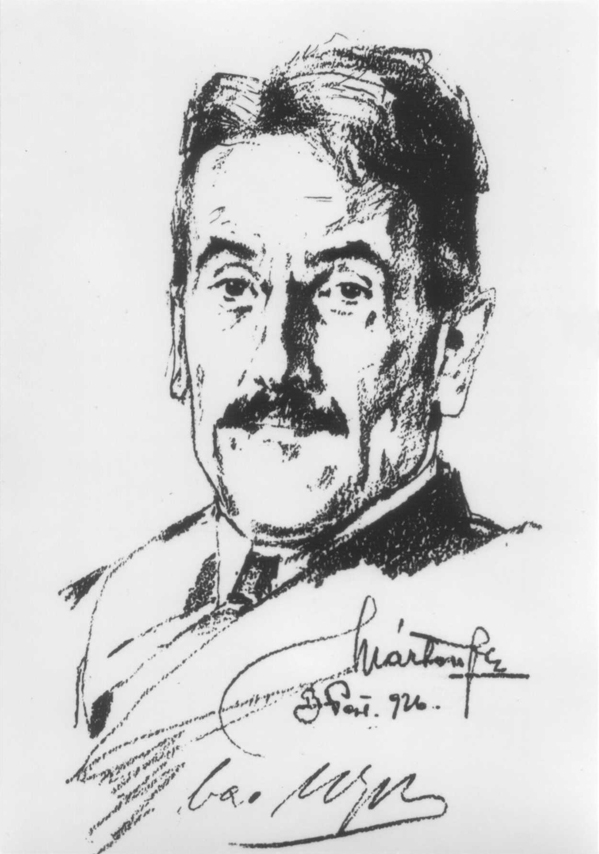
Nopcsa benoemde Polacanthoides

In 1928 benoemde Nopcsa een aantal fossielen als het nieuwe geslacht en soort Polacanthoides ponderosus, de 'gewichtige in vorm op Polacanthus gelijkende'. Nopsca wees een aantal syntypen aan: BMNH 2584, een linkerschouderblad gevonden in Bolney dat Gideon Mantell in 1841 aan Hylaeosaurus had toegewezen; en BMNH R1106 en 1107, een scheenbeen en opperarmbeen. Het probleem met de naamgeving is dat de laatste twee specimina anders dan Nopcsa dacht niet uit Bolney stammen maar van Wight afkomstig zijn. Daarbij gaat het om afgietsels waarvan de originelen verloren zijn gegaan. Ze hadden dus niet zonder meer als type gebruikt mogen worden. Aangezien er geen aantoonbaar verband is tussen de resten wordt Polacanthoides gezien als een nomen vanum. De elementen van Wight behoren vermoedelijk aan Polacanthus. Het schouderblad wijkt inderdaad af van Hylaeosaurus maar het kan niet vastgesteld worden of het afwijkt van Polacanthus omdat daarvan geen schouderbladen met zekerheid bekend zijn. Het is hieruit wel geconcludeerd dat Polacanthoides hoe dan ook een nomen dubium zou zijn, ook als het schouderblad alleen als lectotype gekozen zou worden maar dat is onjuist: een nomen dubium moet aantoonbaar niet te onderscheiden zijn van minstens twee verwante soorten.
In 1982 benoemde Justin Delair een geslacht Vectensia, zonder een soortaanduiding te geven, gebaseerd op specimen GH 981.45, een stekel. Deze is net als het holotype gevonden bij Barnes High, maar wellicht in een oudere laag van de onderste Wessexformatie. Meestal worden zulke vondsten toegewezen aan Polacanthus maar deze onderscheidt zich doordat de punt sterker naar achteren gericht is. In 2020 werd het een nomen dubium geacht.
Blows meende in 1987 dat de Amerikaanse Hoplitosaurus een soort was van Polacanthus die hij hernoemde tot Polacanthus marshi maar dat wordt tegenwoordig algemeen afgewezen.
In 1996 werd door Blows een vierde soort benoemd en beschreven: Polacanthus rudgwickensis op basis van fragmentarisch materiaal gevonden in 1985 in de Weald Clay Formation, holotype HORSM 1988.1546. De soortaanduiding verwijst naar de eigenaar van de groeve waar de fossielen gevonden zijn: de Rudgwick Brickworks Company. Deze soort was volgens Blows dertig procent langer. Later werd zij soms gezien als een jonger synoniem van P. foxii. In 2015 maakte Blows er het aparte geslacht Horshamosaurus van.
In 1971 werd Polacanthus foxii door Walter Preston Coombs hernoemd tot een Hylaeosaurus foxii. Dit heeft geen navolging gevonden. Ook is wel gesuggereerd dat Polacanthus simpelweg aan Hylaeosaurus identiek zou zijn. Afgezien van de iets oudere herkomst, is het inderdaad moeilijk in de beperkte resten van Hylaeosaurus duidelijk van Polacanthus verschillende kenmerken te vinden, temeer daar de holotypen nauwelijks overlappen. De meeste onderzoekers gaan vooralsnog niet van een identiteit uit.

## Beschrijving

### Grootte en onderscheidende kenmerken

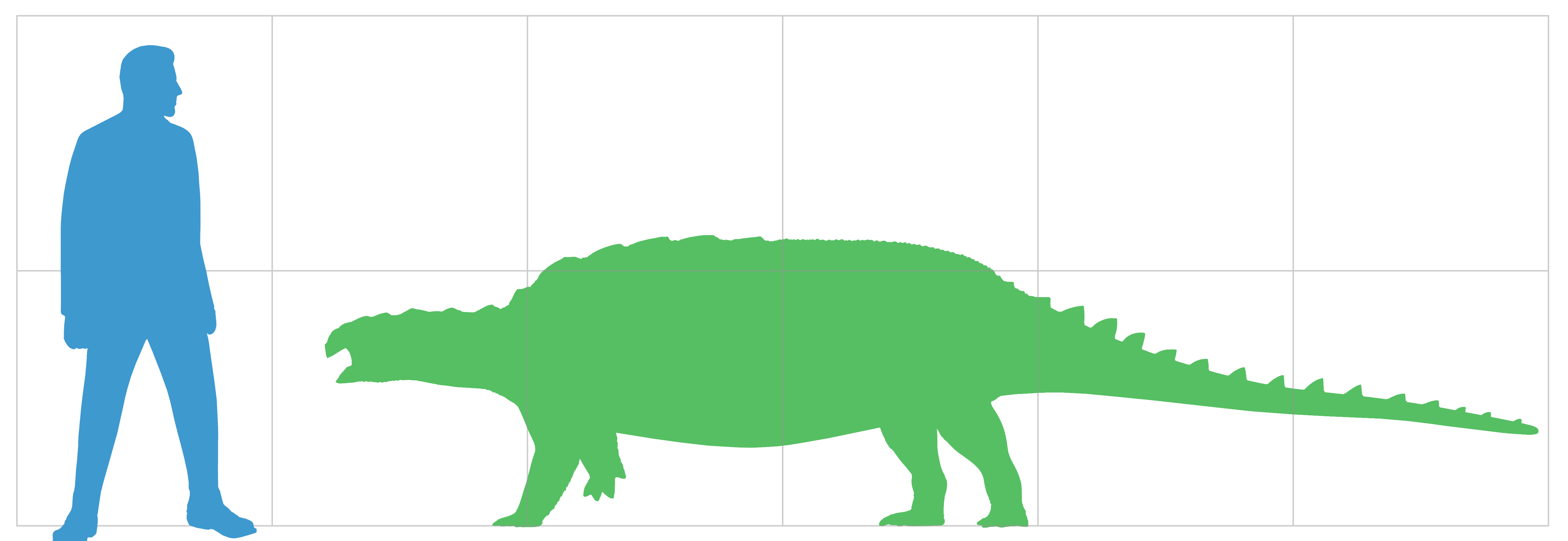
Polacanthus in grootte vergeleken met een mens

Polacanthus is een middelgrote ankylosauriër. Gregory S. Paul schatte in 2010 de lichaamslengte op vijf meter, het gewicht op twee ton.

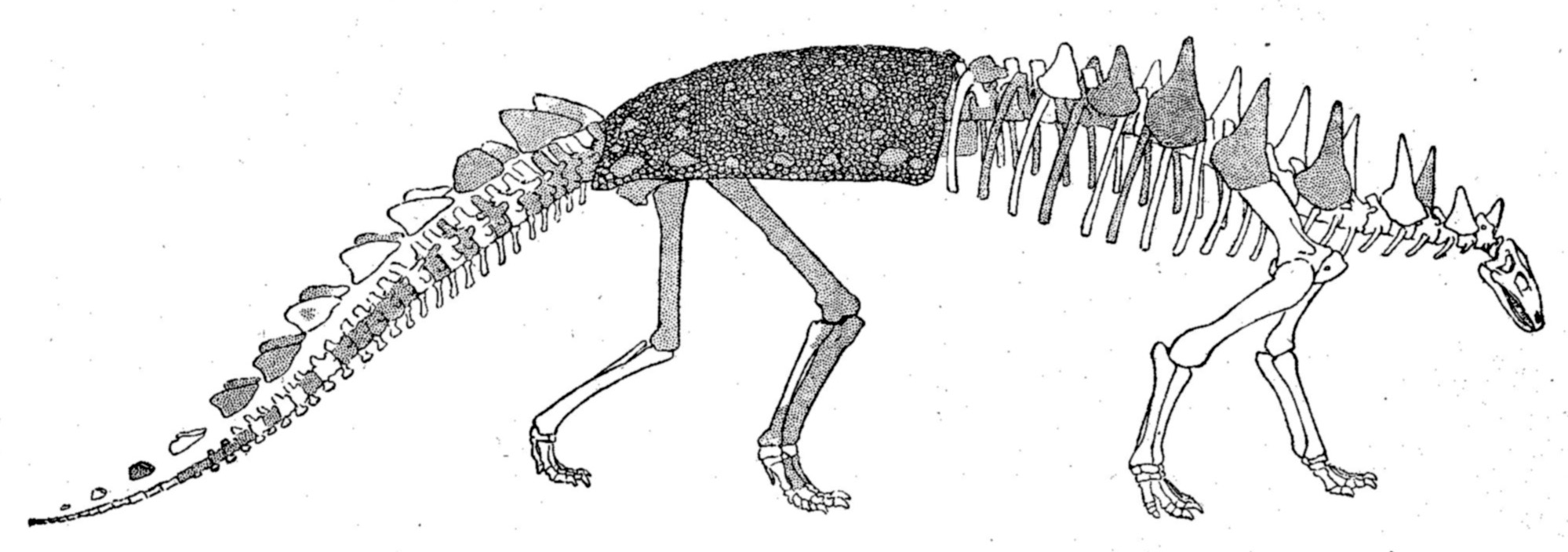
Het holotype zoals geïnterpreteerd door Franz Nopcsa met twee rijen stekels op zowel voorste romp als staart

In 2011 stelde Susannah Maidment één uniek afgeleid kenmerk, autapomorfie, vast: de ruggenwervels hebben een diepe groeve op de bovenkant met een V-vormige doorsnede. Dit is echter alleen vastgesteld bij NHMUK R9293. Daarnaast is er een unieke combinatie van op zich ook bij andere soorten voorkomende eigenschappen. Er is een synsacrum gevormd door de samengroeiing van de laatste vijf ruggenwervels, vier sacrale wervels en één of twee voorste staartwervels. Het ruggenmergkanaal heeft zijn grootste breedte ter hoogte van de tweede sacrale wervel. Het voorblad van het darmbeen is kort en steekt onder een hoek van slechts vijftien graden schuin naar voren. De vierde trochanter bevindt zich in het midden van de achterkant van het dijbeen. De breedte van de onderkant van het dijbeen is ongeveer gelijk aan vijfendertig procent van de dijbeenlengte. De bovenkant van het scheenbeen heeft in bovenaanzicht een cirkelvormige omtrek. Het scheenbeen is robuust gebouwd en heeft drieënzestig procent van de dijbeenlengte. Het scheenbeen is om zijn as gedraaid zodanig dat de lengteas van de onderkant een hoek van zestig à vijfenzestig graden maakt met de bovenkant. Het sprongbeen is met het scheenbeen vergroeid. Het heupschild toont twee typen osteodermen. Op de staart staan twee rijen beenplaten die een holle basis hebben en gevormd zijn als een stekel die op een driehoekige onderkant staat. Het uiteinde van de staart is verstijfd door verbeende pezen en voorzien van ovale osteodermen.
In 2020 werd één autapomorfie erkend: de zitbeenderen zijn halverwege hun schachten naar beneden en binnen gebogen, zodanig dat ze elkaar op de binnenzijden raken. Verder werd een unieke combinatie aangegeven. De zijrand van het darmbeen maakt een hoek van tien graden met de middenlijn. Het achterblad van het darmbeen is goed ontwikkeld maar mist een horizontale richel tussen de achterrand van het heupgewricht en de achterste punt. Het scheenbeen is een derde korter dan het dijbeen.
De onderscheidende kenmerken van P. rudgwickensis ten opzichte van Polacanthus foxii zijn, behalve de grootte: de wervellichamen zijn rond in plaats van hartvormig in doorsnede; de zijuitsteeksels van de wervels hebben onderop twee richels die vervloeien met het wervellichaam en gescheiden zijn door een uitholling; de in de lengterichting lopende richel boven het zijuitsteeksel die vervloeit met de wervelboog is hoger; grotere en hogere achterste ribben; het scheenbeen is relatief langer; de rugstekels hebben ronde bases die achteraan opgevuld zijn in plaats van ovale bases die onderop helemaal hol zijn; sommige beenplaten zijn dun en koepelvormig, een type dat van Polacanthus foxii onbekend is. Daarbij toont P. rudgwickensis een schouderstekel die opvallend hoog op het schouderblad staat; dit kan bij Polacanthus foxii niet gecontroleerd worden. Hoewel de onderscheidende kenmerken een soortonderscheid lijken te rechtvaardigen, heeft Maidment erop gewezen dat sommige verklaard kunnen worden uit de rijping van een wellicht slechts groter en ouder individu en er bij andere tussenvormen bekend zijn in het overige materiaal.

### Skelet

#### Schedel
Van de kop, nek en voorpoten zijn enkele specimina aan Polacanthus foxii toegewezen maar geen met grote betrouwbaarheid. Het holotype mist alle schedeldelen. NHMUK R9293, wellicht een jong dier, bewaart een angulare van de onderkaak; die duidt op een vrij kleine schedel vergeleken met de romp. Dat kan betekenen dat de kop relatief klein was maar ook dat de kop niet bij de romp hoort. Blows suggereerde dat bij Ankylosauria de romp sneller rijpte. Het angulare heeft een verruwing op de buitenzijde waarop bij een ouder dier een osteoderm gevormd kan zijn. Van hetzelfde exemplaar is een stuk schedeldak of neusbeen bekend met onregelmatig gevormde osteodermen erop waartussen de schedelbeenderen zichtbaar zijn. Ook dat kan weer wijzen op een onvolkomen rijping. Een ander bot van dit specimen zou een achterhoofd kunnen zijn met een korte peddelvormige processus parocipitalis. Die interpretatie wordt echter onzeker gemaakt doordat het volgens Blows ook om een stuk sacrale rib of een carpale dan wel tarsale zou kunnen gaan. Dezelfde twijfel bestaat over twee vermeende verbeende oogleden die zouden zijn aangetroffen.
Hersenpan CAMSM X.26242, van een cf. Polacanthus, is een twaalf centimeter hoog. De herseninhoud lijkt groter te zijn dan bij ankylosauriden van dezelfde lichaamsomvang.
Er is maar één tand op Wight gevonden die met Polacanthus in verband kan worden gebracht, specimen IWCMS : 5390 gevonden bij Sudmoor Point. De tand heeft een typische ankylosaurische vorm met een kleine kroon op een lange wortel. Op de snijranden staan vertandingen. Die zijn schuin naar het spits gericht. De kroon heeft een verdikking rond de basis, het cingulum, die typisch is voor nodosauriden.

#### Wervelkolom

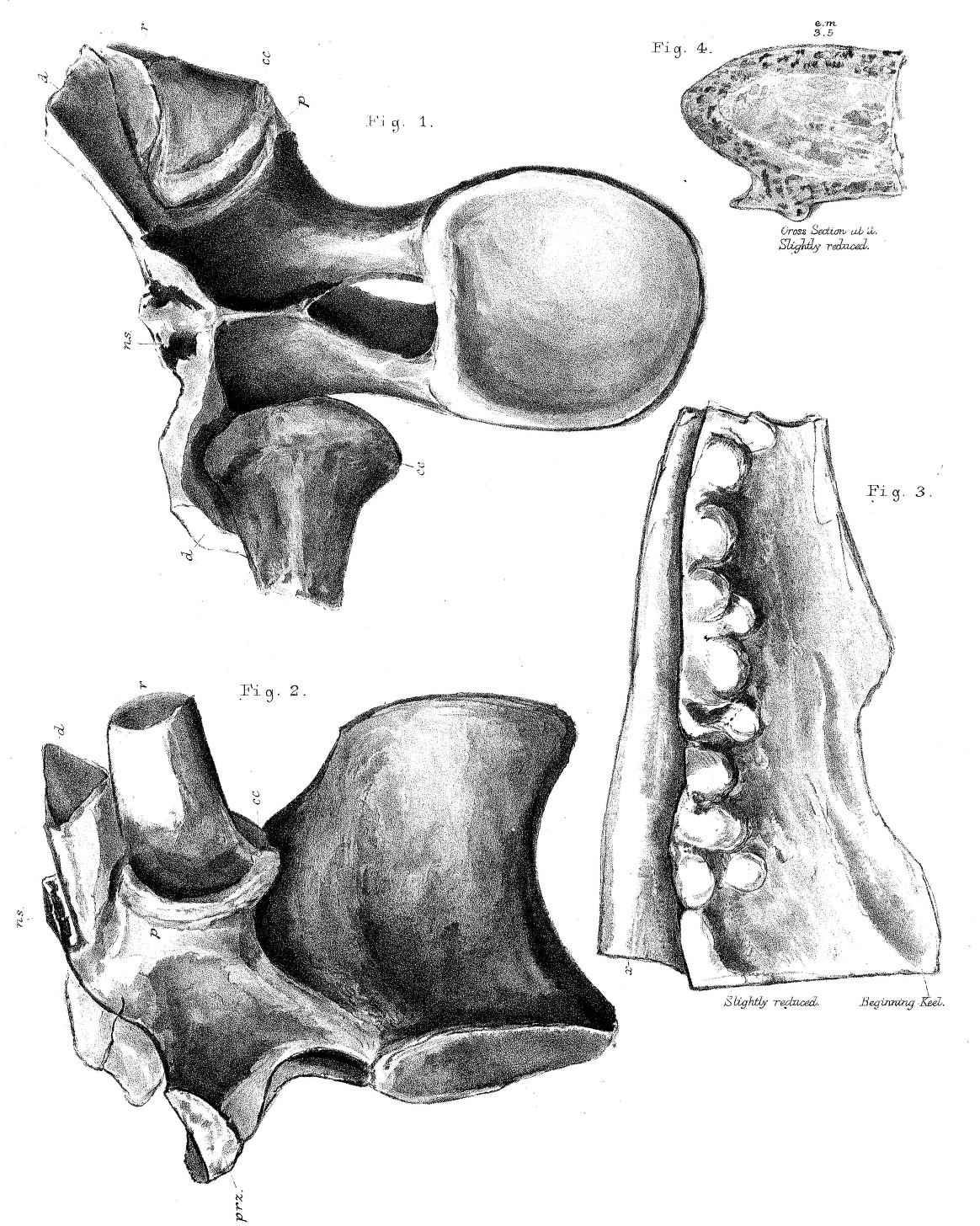
Een ruggenwervel en een pantserplaat in Hulke (1881)

Van het holotype zijn geen halswervels bekend. Van NHMUK R9293 beschreef volgens Blows in 1876 Seeley al een draaier die hij ten onrechte aan Iguanodon toewees, en een tweede wervel zou in de jaren zestig door vakantiegasten op het strand zijn gevonden. Later werden er een atlas en een zesde wervel geborgen. De bouw is niet erg bijzonder. De draaier heeft een relatief lang voorste tandvormig uitsteeksel. Het doornuitsteeksel van de zesde wervel helt iets naar achteren.
Bij de achterste ruggenwervels zijn de centra langer dan hoog of breed. Hun wervelbogen bedekken bij het hele centrum en hebben een naar voren hellende achterrand. Het voorste gewrichtsfacet is rond; bij het achterste is de bovenrand recht. Deze wervels zijn amfiplat tot licht amficoel. Bij NHMUK R9293 heeft de bodem van het ruggenmergkanaal in de lengterichting een groeve die de bovenkant van het wervellichaam scherp V-vormig insnijdt. Deze insnijding is het sterkst in het midden. Bij het holotype is het kanaal wel verticaal ovaal maar is de insnijding ondiep. Uitstulpsels van het kanaal in de lengterichting ontbreken. Boven het kanaal is er een verticale richel op de achterzijde van de wervelboog. De ruggenwervels zijn sterk ingesnoerd en missen een kiel. Hun zijuitsteeksels staan schuin omhoog onder een hoek van veertig graden. De onderzijden van deze uitsteeksels zijn diep uitgehold maar de begrenzende richels aan de voorkant en achterkant zijn tamelijk laag. De voorste gewrichtsuitsteeksels overhangen de voorrand van het centrum maar weinig en zijn aan hun binnenkanten verbonden tot een beenplateau. Helemaal achter in de rug zijn minstens vijf wervels verbonden tot een presacral rod. Het zijn dus ingevangen dorsosacralen, hun ribben verbonden met de darmbeenderen zodat het bekken in feite naar voren verlengd wordt. Dergelijke verlengingen zijn niet ongewoon bij gepantserde dinosauriërs, vooral die met een te ondersteunen heupschild, maar het aantal van vijf is uitzonderlijk hoog. Nodosaurus bijvoorbeeld heeft er maar vier. De laatste twee dorsosacralen zijn met het heiligbeen versmolten, inclusief doornuitsteeksels en gewrichtsuitsteeksels, een teken dat het holotype een vrij oud dier moet zijn geweest. Deze wervels blijven langgerekt.
De ribben hebben een standaardvorm: met een T-vormige dwarsdoorsnede en niet vergroeid met hun wervel.
Het heiligbeen bestaat uit vijf sacrale wervels, inclusief volgens de studie uit 2020 een achterste van de staart ingevangen caudosacraal. Blows vermoedde in 1987 dat er twee caudosacralen waren. Vier is namelijk weer een hoog aantal voor de 'echte' sacralen: bij de meeste Ankylosauria bedraagt het totaal drie. Pereda-Suberbiola oordeelde in 1994 om een andere reden dat er twee caudosacralen waren: hij meende dat de voorste staartwervel vergroeid was; later bleek dat slechts een illusie te zijn veroorzaakt door verbindend moedergesteente. De sacrale wervels zijn met stevige versmolten sacrale ribben aan het darmbeen verbonden. Tussen de ribben bevinden zich grote ovale openingen. De ribben van de achterste wervel staan haaks op het centrum, niet schuin naar voren of achteren zoals bij sommige verwanten. Deze wervels hebben een lengte tot vijftien centimeter. Bij NHMUK R9293 is het ruggenmergkanaal ter hoogte van de tweede en derde sacrale wervel kamervormig verbreed. De onderkanten van de sacrale wervels hebben een diepe groeve in de lengterichting. Daarvan werd echter in 2020 vermoed dat het een pathologie was of misschien een compressie tijdens het fossiliseringsproces. Het heiligbeen wordt verstijfd door verbeende pezen op de doornuitsteeksels, bovenop de ribben en op de onderkanten van de wervellichamen. Vier ribben per zijde raken de zone van het heupgewricht. Bij de achterste wervel is een zwelling overdwars van het doornuitsteeksel zichtbaar, tussen de verbeende pezen. Deze wervel is vrij kort, even breed overdwars als lang, met een hoogte die de helft van de lengte bedraagt.
De voorste staartwervels hebben hartvormige gewrichtsfacetten. Ze zijn nogal afgeplat, veel breder dan lang of breed. Ze zijn amficoel, met holle gewrichtsfacetten. De onderkanten zijn hol in zijaanzicht. Sommige uitgangen van de ruggenmergkanalen, die smal en cirkelvormig zijn, tonen notochordale uitsteeksels op de onderrand. Hun zijuitsteeksels, haaks zijdelings gericht, bevinden zich op de bovenste helft en het bovenste derde deel van het wervellichaam. Op het midden van de wervelboog, inclusief de bovenkanten van het doornuitsteeksel, loopt een nauwe lengterichel. De achterste gewrichtsuitsteeksels hebben een bolle bovenrand in zijaanzicht. Het doornuitsteeksel is even hoog als het wervellichaam en bovenaan overdwars gezwollen maar niet gevorkt.
De middelste staartwervels zijn even hoog als breed en langer dan deze beide dimensies, naar achteren in de reeks in lengte toenemen. Ze zijn licht amficoel, hol aan beide uiteinden. hun voorste en achterste gewrichtsuitsteeksels staan vrij schuin naar boven, onder een hoek van vijfenzestig graden met het horizontale vlak. Hun ruggenmergkanalen zijn meestal rond in dwarsdoorsnede maar in één geval druppelvormig. Hun zijuitsteeksels staan haaks uit.
De achterste staartwervels zijn langwerpig. Hun doornuitsteeksels zijn kort en hun zijuitsteeksels gereduceerd tot lage verruwingen. Hun gewrichtsfacetten zijn rond. Ze zijn licht opisthocoel, bol van voren en hol van achteren. Dat maakt de staartpunt beweeglijker. De gewrichtsuitsteeksels zijn verlengd. De achterste zijn tongvormig en overhangen de achterrand van het centrum. Dit moet de staartpunt juist verstijfd hebben, in ieder geval verticaal. De combinatie met een horizontale beweeglijkheid zou de staart tot een slagwapen hebben kunnen maken. Dat wordt bevestigd door een massa verbeende pezen met daarop osteodermen, bij het fossiel een gladde stevige structuur vormend.

#### Ledematen
De schoudergordel van Polacanthus is volledig onbekend. Hetzelfde geldt formeel voor de voorpoten: specimen MIWG : 6475, een ellepijp van een jong dier op Wight gevonden, zou van Polacanthus kunnen zijn maar dat is onzeker.
De bekkenbeenderen zijn ten dele met het heupschild vergroeid; in 1881 dacht Hulke zelfs dat ze bij het holotype niet bewaard waren gebleven. De darmbeenderen liggen vrijwel plat tegen de bovenliggende osteodermen aan, waarmee ze vervloeien, wat het lastig maakt hun vorm vast te stellen. Het voorblad maakt een hoek van slechts tien graden met de middenlijn. Dat is veel minder dan bij verwanten waar ze uiteen waaieren om een brede buikholte te ondersteunen. Dit betekent dat of die hoek niet de oorspronkelijke situatie vertegenwoordigt, maar wellicht eerder de restauratie door Caleb, of dat de hele verbinding tussen buik en bekken geheel afwijkend was. Het voorblad is naar buiten gewrongen zodanig dat het overdwars bol wordt. Naar voren loopt het voorblad taps toe. De heupgewrichten zijn groot. Het heupgewricht vormt een ondiepe kom aan de onderzijde van het heupschild. De kom is naar beneden gericht en omringd door een opstaande rand, met bijdragen van alle drie de bekkenbeenderen per zijde, zodanig dat het gewricht in zijaanzicht niet zichtbaar is. Twee ribben zijn met de kom vergroeid. Het gewricht ligt buiten het middelpunt van het darmbeen. Het heupschild steekt desalniettemin flink buiten het dijbeen uit en de romp zal de achterpoten overhangen hebben. In de zone is het darmbeen plat, zonder kromming naar buiten. Het achterblad van het darmbeen is kort en stomp, weinig naar achteren of buiten uitstekend. Het is plat, zonder lengterichel. Het kromt achteraan naar binnen toe in een U-vorm, echter zonder de lijn van het heupgewricht te kruisen. Het zitbeen maakt met een rechte hoek met de rug en de schacht meet van voor naar achteren vijftien centimeter. De zitbeenderen vormen samen een Y-vormige structuur, waarbij de proximale delen haaks op elkaar staan. Dit is uniek voor de Ankylosauria. Eerder gezien als het gevolg van vervorming van het fossiel, werd het in 2020 als een autapomorfie aangeduid. Deze delen zijn weer versmolten met de armbeenderen en vermoedelijk schaambeenderen rond de zone van de heupgewrichten. De schacht van het zitbeen loopt iets taps naar achteren toe. De verticale dikte blijft gelijk dus bovenrand en onderrand lopen evenwijdig. Het schaambeen is sterk gereduceerd en versmolten met het darmbeen.
Het rechterdijbeen heeft bij het holotype een lengte van 555 millimeter. Deze femur is recht in vooraanzicht. De dijbeenkop is ruw en gezwollen, iets naar boven en binnen gericht. De hoek tussen kop en schacht is abrupt; dat kan een gevolg zijn van ouderdom. De kop steekt minder naar binnen dan de binnenste onderste gewrichtsknobbel, anders dan bij Gastonia. De kop steekt boven de trochanter major uit zodat beiden gescheiden zijn door een naar beneden en buiten hellend beenplateau. De trochanter minor steekt als een vinger naar boven en de basis ervan loopt naar beneden over het bovenste derde van de schacht, evenwijdig aan de buitenzijde daarvan. De trochanter minor wordt bovenaan door een ondiepe kloof gescheiden van de schacht; meer naar onderen is een groeve aan de buitenste zijde van deze trochanter. De vierde trochanter, de aanhechting voor de retractorspier die de staart het dijbeen naar achteren doet trekken, is in vooraanzicht niet zichtbaar. De vierde trochanter, op het midden van de achterste schacht, is opvallend sterk uitstekend. Eerder werd dit als een gevolg van vervorming gezien maar in 2020 concludeerde de revisie dat dit kenmerk authentiek was. Net boven de onderste gewrichtsknobbels bevindt zich op de voorkant een ondiepe uitholling. Deze knobbels zijn ongeveer even groot maar de binnenste is wat wijder. De beenstijl naar de buitenste knobbel is wat ingesprongen. Op de achterzijde is ook zo'n ondiepe uitholling die doorloopt in de diepe achterste groeve tussen de knobbels. Het dijbeen heeft robuuste uiteinden maar een opvallend slanke schacht. Deze is recht in zijaanzicht. Van voor naar achter is de schacht afgeplat, met als gevolg een rechthoekig dwarsprofiel, en in die dimensie is de verbreding van de uiteinden niet sterk. Van boven en beneden bezien lijkt de dwarsdoorsnede op de lemniscaat.

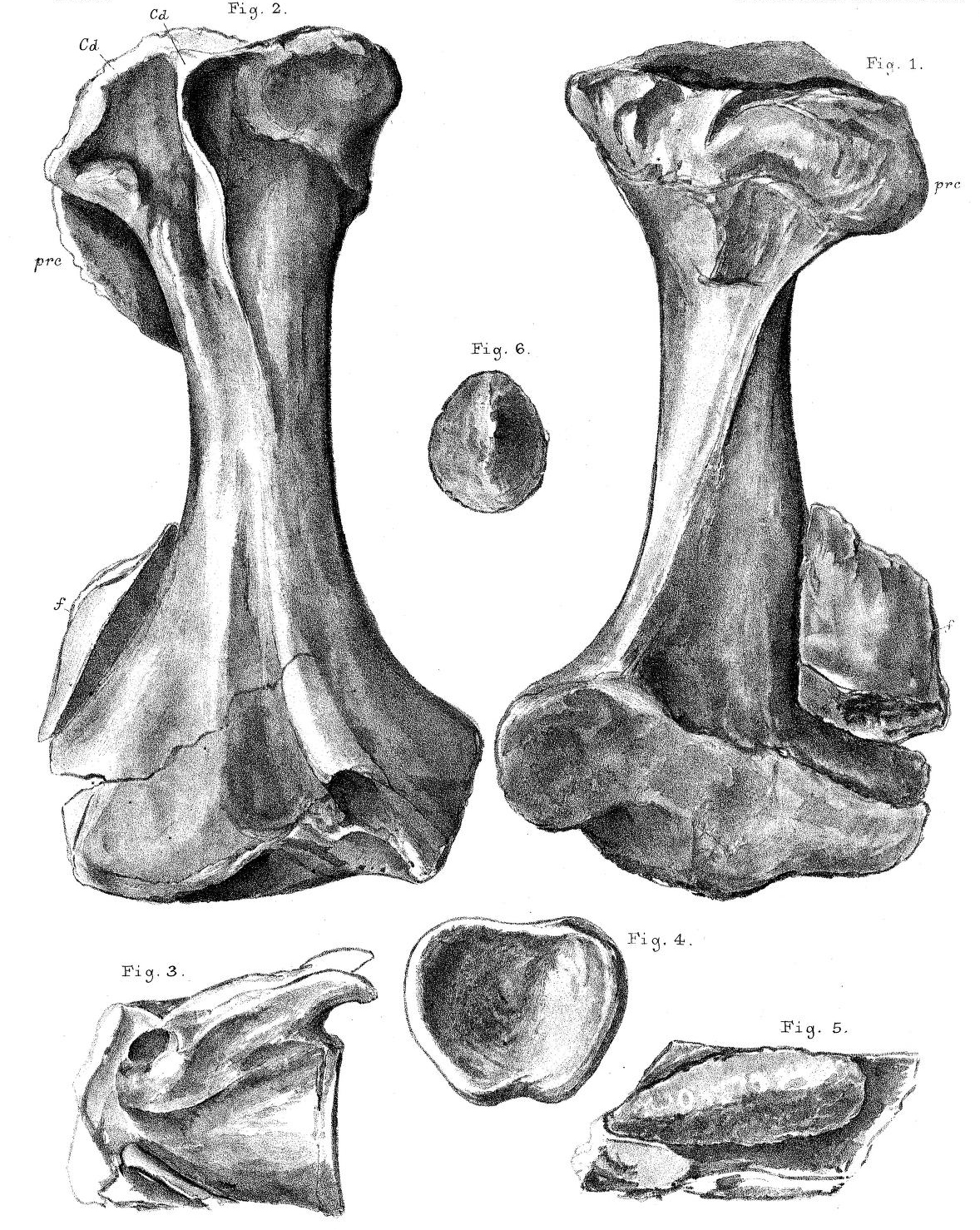
Het scheenbeen, een wervel en osteodermen in Hulke (1881)

Dezelfde proporties heeft in sterkere mate het scheenbeen. Het bewaarde linkerscheenbeen heeft een lengte van vijfendertig centimeter. Dit is relatief lang voor een ankylosauriër en maakt dat Polacanthus vergeleken met zijn verwanten opvallend hoog op de poten moet hebben gestaan. Reeds Hulke viel op hoe sterk het onderste gedeelte naar buiten en voren gedraaid is, zozeer dat verwringing de onderste binnenkant doet overgaan in de bovenste voorkant. Dit was een aanpassing om de enorme breedte van de romp te compenseren, die zijwaarts ver buiten de achterpoten uitsteekt. De crista cnemialis bedekt een derde van de voorste buitenste hoek van de schacht. De achterkant van deze kam is uitgehold. De dwarsdoorsnede van de schacht is driehoekig, taps toelopend naar een rechte achterrand; ook de binnenrand is recht. De schacht is zestig graden om de lengteas gewrongen. Het onderste uiteinde is van voor naar achter afgeplat. Plat is ook de buitenste beenstijl. De binnenste is bol op de voorrand en verticaal hoger.
Bij het holotype zijn tegenwoordig van het kuitbeen alleen de uiteinden over; de houtsnede uit 1865 toonde het element nog gaaf. Overdwars en van voor naar achter is het kuitbeen veel slanker dan het scheenbeen. Het bovenste uiteinde is wat naar voren gekromd maar het korte deel van de schacht dat bewaard is, lijkt recht in zijaanzicht. In vooraanzicht is het kuitbeen recht. Hetonderste uiteinde is niet overdwars verbreed. Van onder bezien is het profiel weer dat van een lemniscaat of 8 met de lange as dwars gericht. Het binnenvlak van dat uiteinde is groter en meer gezwollen dan de buitenzijde.
Het sprongbeen is met de onderzijde van het scheenbeen vergroeid. Het is breder overdwars dan van voor naar achter. Het ondervlak is ruw met een rechthoekig profiel.
De middenvoet is kort. Van de twee middenvoetsbeenderen van het holotype, nog verbonden in één blok zodat ze hun vorm slecht waarneembaar is, is niet duidelijk of ze van de rechtervoet of linkervoet zijn. Hun bovenste gewrichtsvlakken hebben een holle bovenrand. De bovenste uiteinden zijn in zijaanzicht verbreed tot driehoekige structuren. Als geheel hebben de middenvoetsbeenderen van boven bezien een rechthoekig profiel met beide uiteinden iets verbreed ten opzichte van de schacht. Het onderste gewrichtsvlak van een van de middenvoetsbeenderen heeft een hoefijzervorm met een sterk holle bovenrand. De zijkanten van de distale uiteinden zijn hol gekromd.
De voetklauwen zijn gevormd als hoeven, breed, afgeplat en stomp. De best bewaarde, de enige bij het holotype, is ongeveer acht centimeter lang en aan de basis zes centimeter breed. De klauw is iets naar beneden gebogen. Het gewrichtsvlak, op zich een ruwe liggende ovaal, toont onderaan een bult, de aanhechting voor de pees van de krommende spier.

### Osteodermen

#### Nekpantser
Het holotype bewaart geen pantserplaten rond de nek daar die zelf ontbreekt. Specimen NHMUK R9293 echter laat volgens Blows structuren zien die overeenkomen met de cervical half-rings, een soort halsbergen die ook van andere Ankylosauria bekend zijn. De elementen bestaan uit een diepere beenlaag met daarop een grote platte driehoekige stekel. Die stekel is met de laag versmolten. Er waren grotere en kleinere elementen aanwezig. Blows wist niet of dat betekende dat de halsberg opgebouwd was uit elementen van verschillende grootte of dat er een kleinere halsberg direct achter de kop lag, gecombineerd met een grotere ring achteraan. Een totaal van twee halsbergen leek hem waarschijnlijk. De elementen zijn onderling niet verbonden. De stekels zijn schuin gekromd ten opzichte van de beenlaag en Blows nam aan dat ze naar achteren wezen.

#### Heupschild

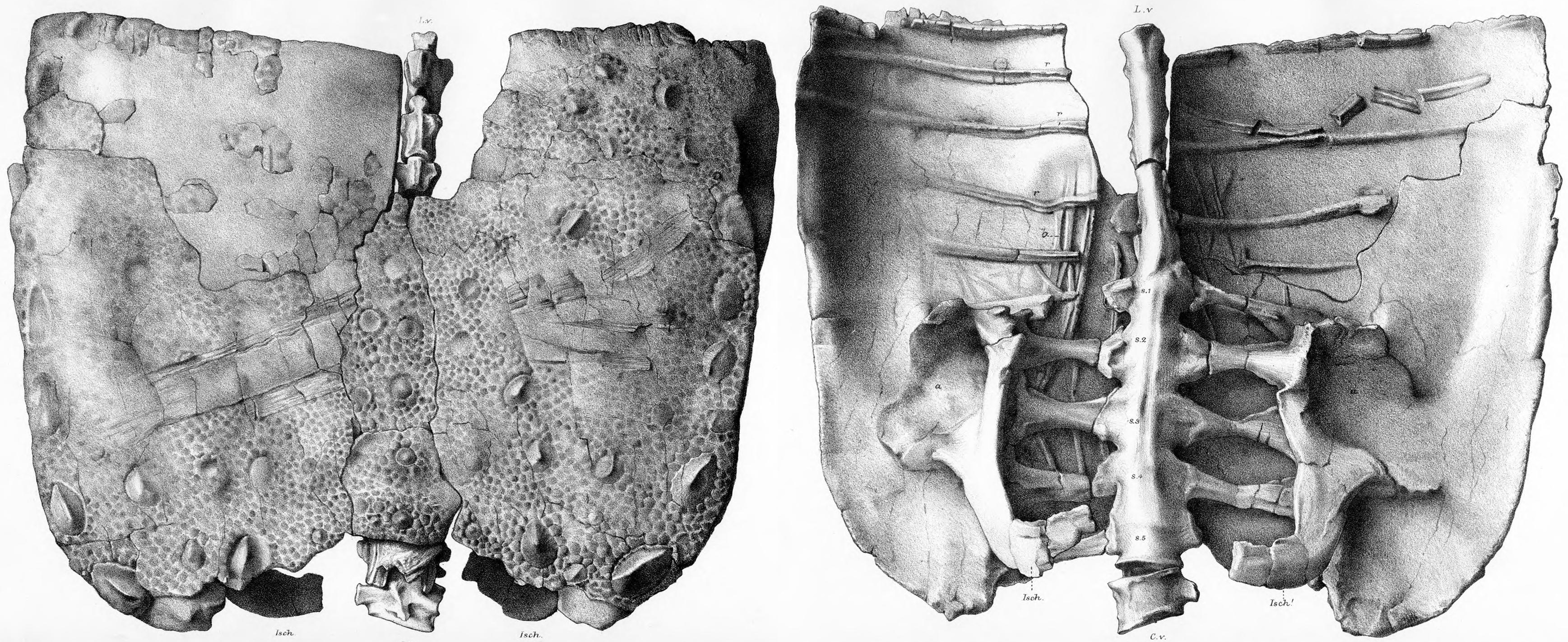
Het pelvic shield van het holotype van Polacanthus foxii, links bovenkant, rechts onderkant, laat goed zien dat de romp bovenop plat was in plaats van bol

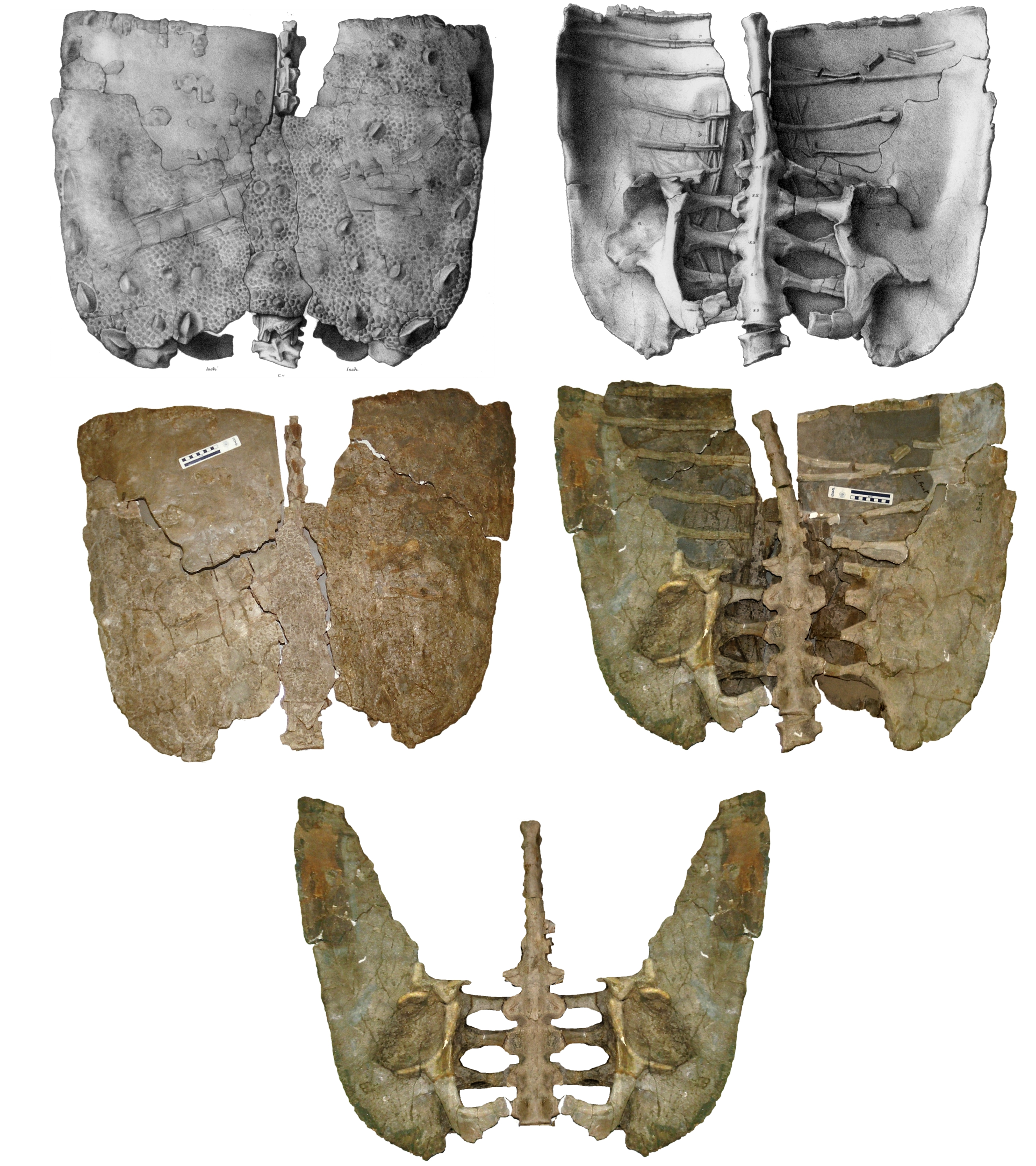
Een vergelijking tussen de lithografieën en de toestand in 1998

Polacanthus is beschermd door huidverbeningen ofwel osteodermen, die als zodanig geen deel uitmaken van het eigenlijke skelet. Boven de heupen vormen die een aaneengegroeid heupschild (pelvic shield), bestaande uit min of meer rechthoekige beenplaten en rozetten: grotere ronde osteodermen met een kiel of stekeltje omgeven door kleinere. Het is ongeveer een vierkante meter groot en een centimeter dik. Dit platte onbeweeglijke geheel, alleen aan de zijkanten gewelfd, rust recht op het brede bekken waarmee het vergroeid is en wijst op een aanzienlijke buikholte ondanks het niet naar bezijden uitwaaieren van de voorbladen van de darmbeenderen. Vooraan is het vergroeid met de ribben van de vijf achterste ruggenwervels. Bij het holotype meet het honderdacht bij negentig centimeter. Het pelvic shield van Polacanthus is het eerste dat ontdekt is en Hulke, die het in 1881 in stukken gebroken beschreef, moest op de getuigenis van Fox afgaan dat die het indertijd als één geheel aangetroffen had. Hulke nam begrijpelijkerwijs aan dat het heupschild wat ineengedrukt was geraakt, maar daarin vergiste hij zich: de meeste ankylosauriërs hadden een bizar platte romp. Bij het voorste gedeelte van de romp is de afplatting echter minder, gecombineerd met hoger gerichte zijuitsteeksels van de ruggenwervels en Blows nam aan dat ook het voorste deel van het heupschild wat boller stond.

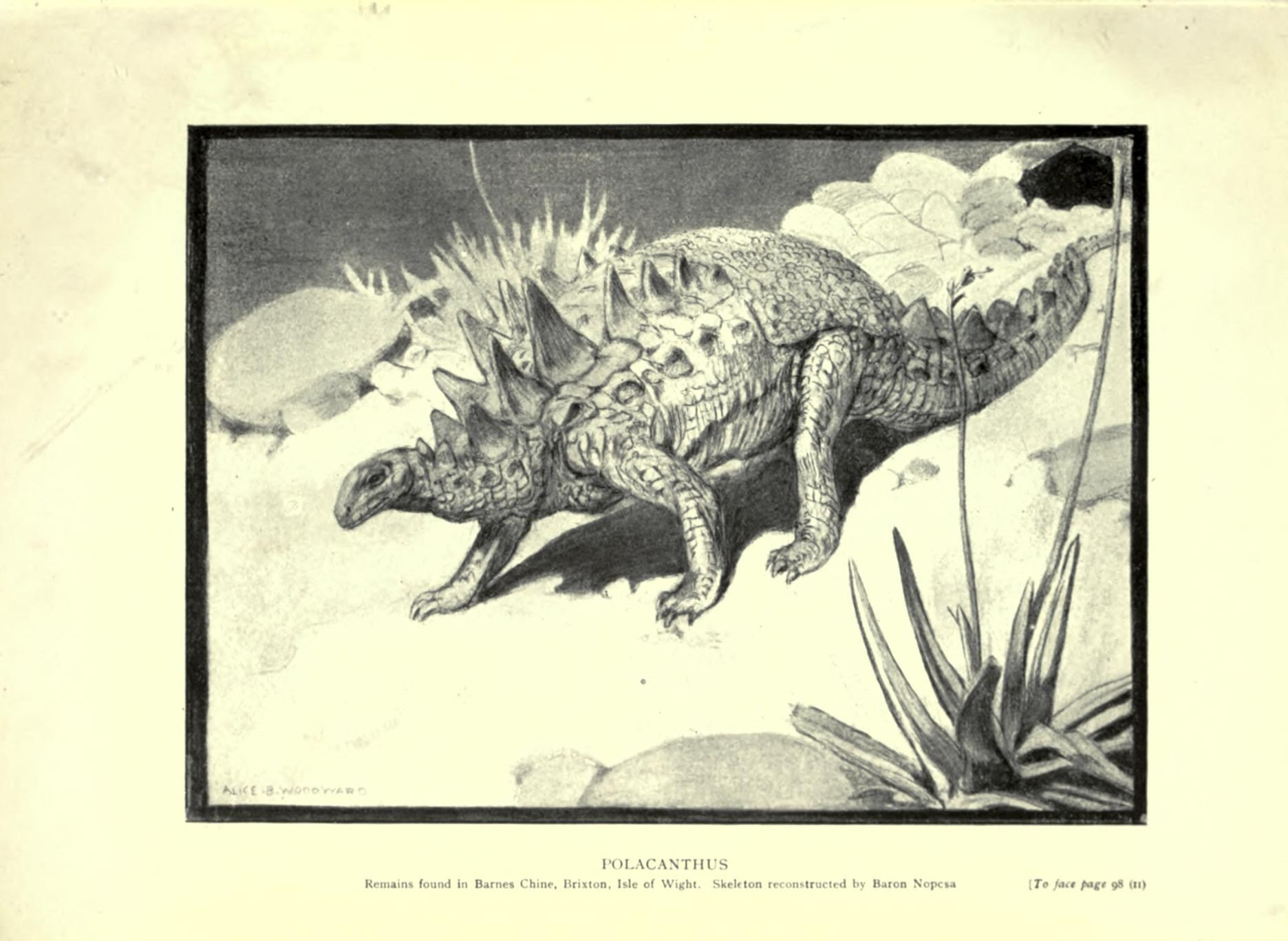
Een verouderde afbeelding van Polacanthus naar een gouache van Neave Parker

De beenplaten hebben een lengte tot zesentwintig centimeter; hun dikte varieert van drie tot vijf centimeter. De platen aan de rand van het heupschild zijn dikker dan die in het midden. Hun onderkant is glad maar hun bovenkant gebobbeld. Ze lijken ontstaan te zijn door een naadloze versmelting van kleinere osteodermen. De grote ronde osteodermen hebben een kiel die omgeven is met rijen bultjes die weer van de rand van osteoderm gescheiden zijn door een verzonken groeve. Hulke dacht in 1881 dat hierin de rand van een naastliggende osteoderm paste zodat een flexibel overlappend pantser gevormd werd maar moest in 1887 zijn ongelijk bekennen: de platen zijn zijdelings tot een starre structuur versmolten. De kiel loopt van voor naar achter en heeft het hoogste punt achteraan. Op iedere helft van het heupschild zijn in de lengterichting van het lichaam vier parallelle rijen grote osteodermen aanwezig. De rijen aan de zijkant hebben hogere kielen. Die van de binnenste rij zijn het laagst en lijken meer op een stomp kegeltje. De omgevende kleine osteodermen zijn plat of licht bol en soms slechts anderhalve centimeter lang; de grootste hebben een diameter tot vijf centimeter. Bij breuken in de osteodermen is te zien dat de kern uit dicht gelaagd been bestaat en de bovenlaag uit sponsachtig bot. Reeds Hulke meende dat dit laatste wijst op een dikke laag niet-verbeende epidermis. Modern onderzoek heeft deze kenmerken kunnen bevestigen maar wees erop dat de dichte kern uitzonderlijk is voor zo'n basale vorm; de meeste verwanten uit die tijd hadden osteodermen die volledig uit sponsachtig bot bestonden. Ook na restauratie van het heupschild beleven er negenendertig beenschubben over. Sommige had men simpelweg niet weten in te passen maar van andere is het mogelijk dat het losse schubben waren die een flexibel pantser vormden op de voorste romp, buik en staart. De grootste beenschub meet 105 bij 93 millimeter. Zulke schubben zijn ook van losse vondsten bekend: specimen MIWG 37 is een partij schubben bij Brook gevonden; een daarvan is zes bij tien centimeter lang, een andere 75 bij 93 millimeter. Dergelijke osteodermen zijn soms min of meer driehoekig in plaats van rond.
Bij NHMUK R9293 zijn ook grote stukken heupschild ontdekt die wijzen op een wat andere vorm. Het schild is hier niet vergroeid met de onderliggende botten en gemiddeld slechts acht millimeter dik waarbij juist de randen het dunst zijn en het middengedeelte verdikt. De onderkant is vrij ruw en doorboord door aderopeningen. Deze verschillen kunnen samenhangen met de jongere leeftijd van het individu.

#### Stekels

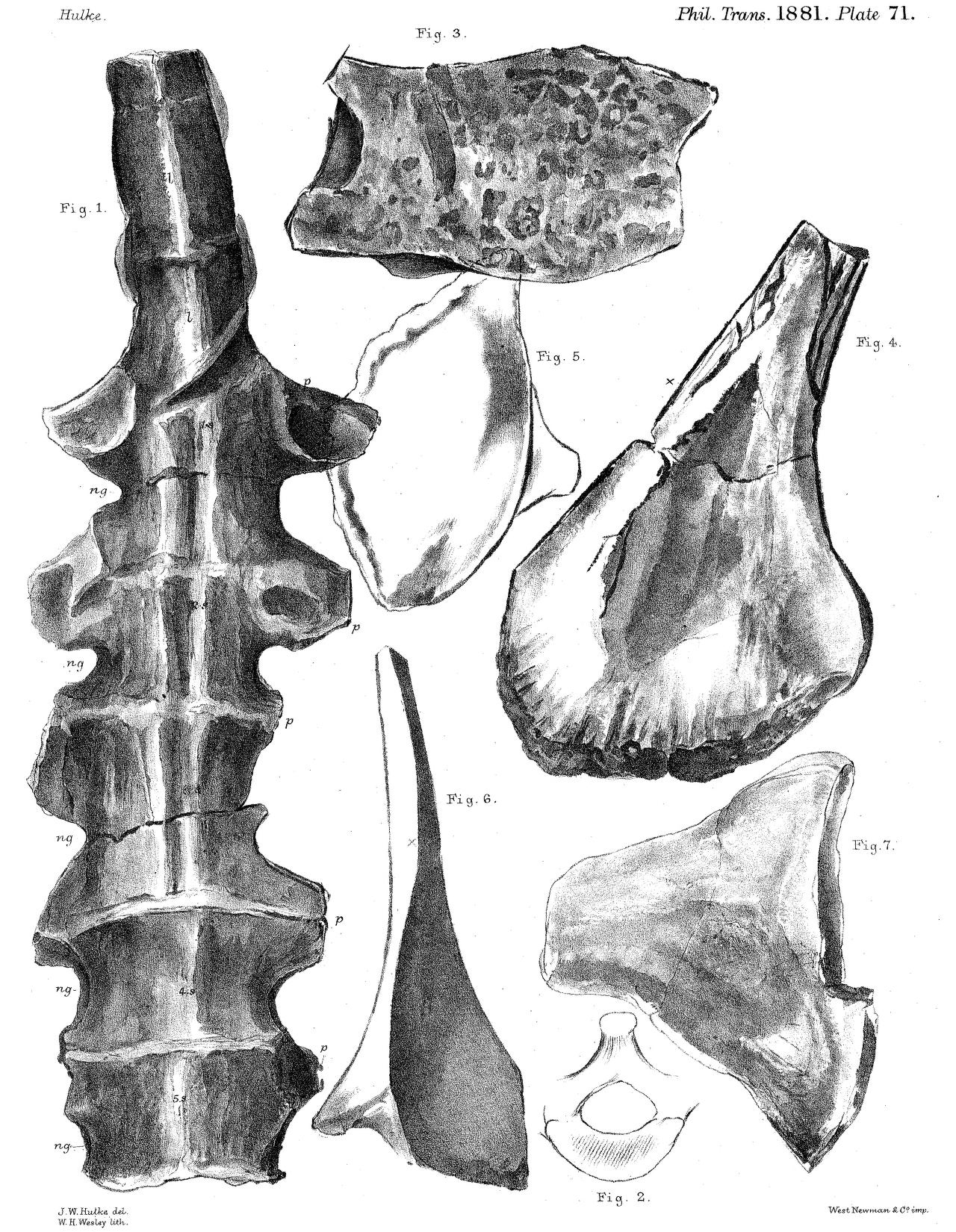
Hulkes eigenhandig geschilderde illustraties uit 1881 van het toen nog losse heiligbeen links en stekels rechts

Op de staart staan volgens Maidment twee rijen in bovenaanzicht grote ovale osteodermen met driehoekige stekels. De lengte van hun bases varieert van elf tot eenentwintig centimeter. De stekels kunnen een hoogte bereiken van ruim dertig centimeter. De stekels lopen naar boven toe taps uit en eindigen in een zeer lange smalle punt, waarvan de achterrand plots van de driehoekige basis inspringt. Ze zijn in zijaanzicht asymmetrisch waarbij één zijde steiler en rechter is en de andere meer geleidelijk gebogen oploopt. Meestal wordt aangenomen dat de rechte zijde de achterrand vormt en de stekel dus naar achteren gericht is. De stekels zijn namelijk ook in de lengterichting bekeken asymmetrisch en staan in de veronderstelde positie zijwaarts uit, wat aannemelijker lijkt dan dat ze naar binnen gericht waren. Het buitenvlak is licht bol, het binnenvlak plat golvend. De bovenste helft van de stekels is bedekt door diepe adergroeven wat duidt op de aanwezigheid van een hoornschacht die de lengte op wel een halve meter gebracht kan hebben.

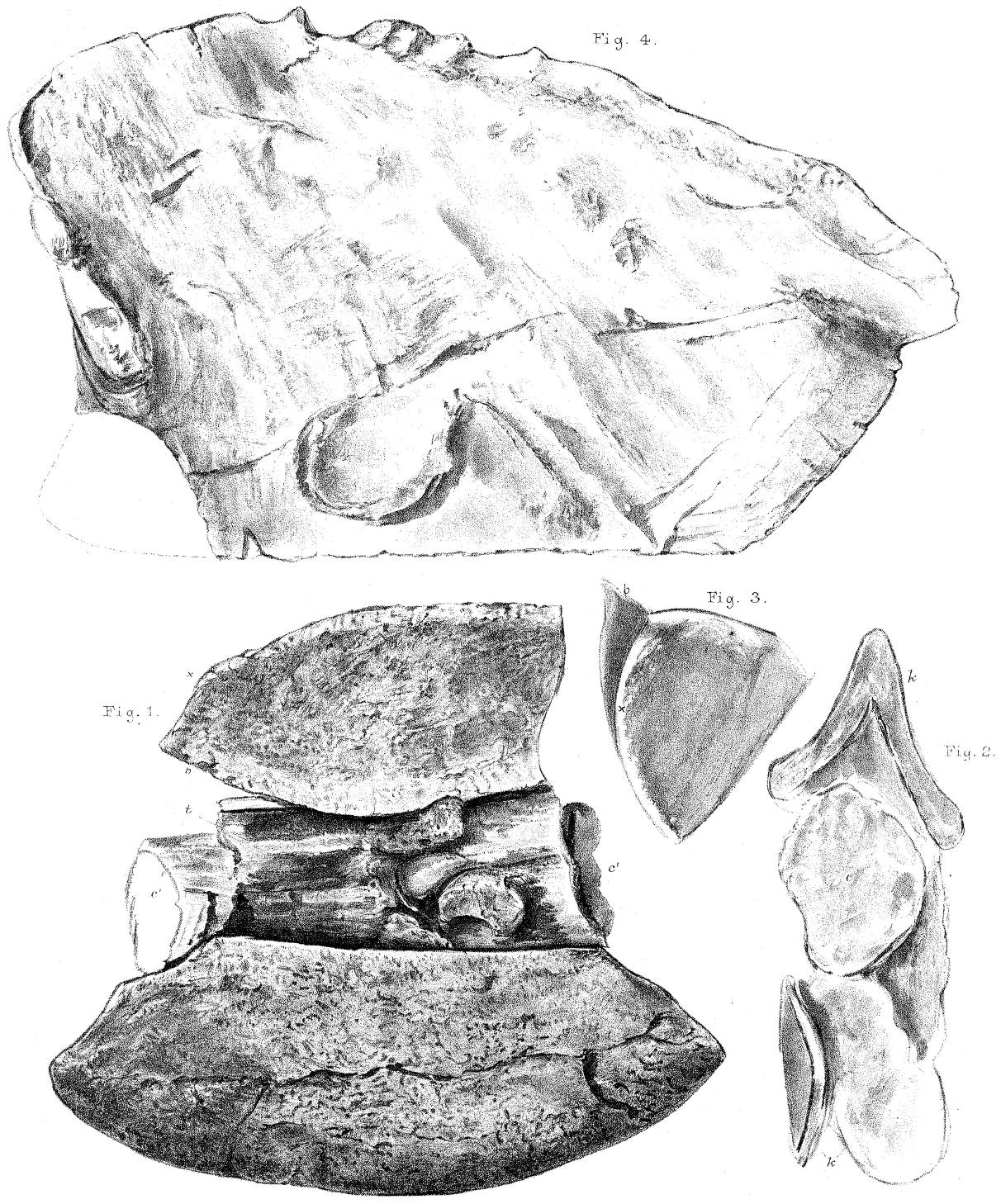
De osteodermen en pezen bij de staartwervels

Het uiteinde van de staart is verstijfd door lange gewrichtsuitsteeksels en verbeende pezen zodat het als een slagwapen gebruikt kan worden. Of er aan de zijkant van het lichaam stekels aanwezig waren, is onbekend. Hulke dacht echter van wel. Bij het holotype waren namelijk aan de staartbasis over een gedeelte de staartwervels en de osteodermen in verband gevonden. Daar was te zien dat er een bovenste rij was van grotere ovale gekielde osteodermen en een rij aan de onderste zijkant van kleinere osteodermen, beide rijen gescheiden door vlakke plaatjes. Daaruit concludeerde hij, aannemend dat de stekels van voren naar achteren in grootte afnamen, dat de langere stekels niet op de staart stonden en hij dacht dat ze aan de zijkant van de romp aangebracht waren, net als bij Hylaeosaurus. Franz Nopcsa meende later dat ze twee rijen op de rug vormden; van de zeven gevonden langere stekels zouden er vijf rechts gestaan hebben en twee links. Het exemplaar van P. rudgwickensis suggereert inderdaad de aanwezigheid van rijen langere rugstekels aan weerszijden van de wervelkolom. Deze stekels noemde Blows 'Type A', waarvan hij er ook vier bij NHMUK R9293 ontdekt had. Sommige daarvan hadden een vorm die bij het holotype ontbreekt: de punt van de stekel is soms wel een kwartslag om zijn as gedraaid, laag aan de achterrand bevond zich soms een extra punt, terwijl de voorkant van de basis naar beneden puntachtig uitsteekt. Blows onderscheidde ook een 'Type B' dat hij bij losse vondsten aangetroffen had: dit had rechte randen en op de basis voor aan de binnenkant en achter aan de buitenkant ruwe aanhechtingsvlakken met de huid, die door een inspringing gescheiden zijn van de eigenlijke stekel. Twee stekels van NHMUK R9293 leken hierop maar hadden in het midden licht uitgeholde bases; deze noemde hij 'Type C'. Nopcsa en navolging van hem Blows, namen aan dat er vijftien staartstekels gevonden waren, zeven rechterstekels en acht linkerstekels. Die zouden een lagere vorm gehad hebben dan de rugstekels en een profiel hebben gehad als een haaienvin. Blows moest echter toegeven dat de staartstekels bij het holotype afweken van de vijf die hij bij NHMUK R9293 meende gevonden te hebben en die zich kenmerkten door een dieper uitgeholde basis.

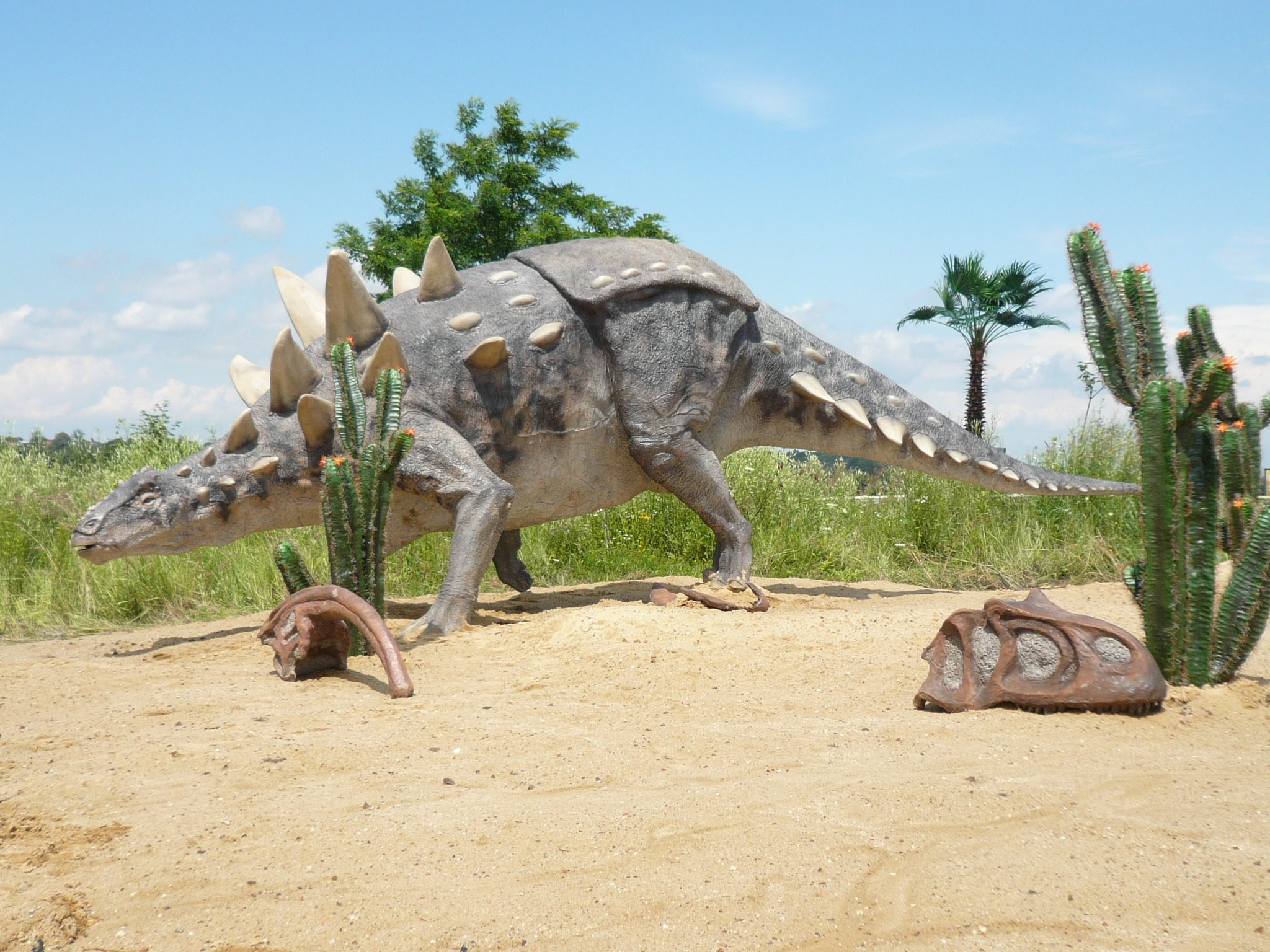
Dergelijke restauraties van Polacanthus zijn tamelijk speculatief

In 2015 meende Blows dat de gevonden rompstekels achterop de rug stonden en bijna haaks horizontaal gericht waren, veel lager dan eerder aangenomen, een verdedigende haag vormend. De staartstekels zouden ook primair op de zijkanten gestaan hebben, naar achteren in grootte en diepte afnemend en sterk naar achteren krommend.
De configuratie bij Polacanthus wijkt af van wat er bij Hylaeosaurus bekend is, bij wiens holotype juist wel zijstekels maar geen duidelijke rugstekels gevonden zijn; dit kan echter ook een gevolg zijn van toeval daar alle gevonden skeletten erg onvolledig zijn. Maidment neemt aan dat zulke langere stekels op het eind van de staart beter als wapen gebruikt hadden kunnen worden. Nopcsa meende dat er plaats was voor ongeveer elf paar staartstekels, waarvan er dan zeven ontbraken. Maidment zet de zeven zogenaamde rugstekels ook op de staart, wat hun aantal completeert en beter past bij het gegeven dat van het skelet voornamelijk achterste elementen gevonden zijn. Volgens Hulke was in ieder geval de echte staartpunt bedekt was met kleinere osteodermen, twee bij één duim in afmeting. Ook die zijn gekield en vormen een vergroeide beenmassa samen met de laatste staartwervels en verbeende pezen die ook over de onderkant lopen.
In 2020 stelde de revisie dat ten gevolge van individuele variatie, seksuele dimorfie en rijping het onmogelijk was de configuratie vast te stellen als de osteodermen niet in verband gevonden waren. Men beperkte zich tot de algemene vaststelling dat de osteodermen typisch groter waren de wervels en diep uitgehold op de onderzijde. Dertien platte platen werden onderkend en er zou een overgang zijn van dergelijke plates via splates naar spikes. De stekels zouden breder zijn dan die van Hylaeosaurus, met een ovale basis.

## Voetafdrukken
In de Wessexformatie van Wight zijn bij Hanover Point en Compton Bay verschillende voetafdrukken van Dinosauria gevonden, een aantal door David Cooper zoals IWCMS : 2000.395. Sommige daarvan hebben vier tenen en Ankylosauria zijn de enig mogelijke makers als we aannemen dat Stegosauria al waren uitgestorven. Bij slechte afdrukken kan er verwarring zijn met de sporen van sauropoden. Voor de bovenste lagen is de voor de hand liggende kandidaat Polacanthus. Zulke afdrukken zijn toegewezen aan het ichnogenus Tetrapodosaurus in de naam waarvan het 'tetra' naar de vier tenen verwijst.
Typisch is de eerste teen bij de voetafdrukken in engere zin, dus van de pedes, de kortste en heeft de hiel de grond geraakt in een duidelijke verbreding. Die is waarschijnlijk de afdruk van een voetkussen op de grens van de bovenste gewrichten van de middenvoetsbeenderen. Bij de handafdrukken, van de manus, is de lengte een stuk minder dan de breedte overdwars. In absolute zin is de lengte minder dan bij de voeten, vooral omdat hier een hiel ontbreekt. Er zijn vijf vingers waarvan de eerste en vijfde korter zijn en vaak naar buiten staan.

## Fylogenie
Fox deelde Polacanthus in 1865 in bij de Dinosauria. De precieze verwantschappen zouden daarna echter lang onduidelijk blijven. De soort werd soms ondergebracht in de Scelidosauridae, Stegosauridae of Ankylosauridae. Pas in 1978 kwam Coombs met een indeling die door later exact onderzoek bevestigd kon worden: als een basaal lid van de Nodosauridae binnen de ruimere Ankylosauria. In 1996 kwam Kenneth Carpenter met een verfijning: Polacanthus zou met enkele andere soorten een eigen nodosauride deelgroep vormen, de Polacanthinae. In 2000 kwam Tracy Lee Ford met een radicalere hypothese: er zou een Polacanthidae bestaan buiten de Ankylosauria. Dit is echter nauwelijks door analyses bevestigd.
De positie van Polacanthus in de stamboom van de Nodosauridae volgens een studie van Maidment uit 2011 wordt getoond door het volgende kladogram. Opvallend is dat Polacanthus rudgwickensis daarin niet uitvalt als een zustersoort van Polacanthus foxii die het nauwst verwant blijkt aan Peloroplites uit Noord-Amerika.
|  | Mymoorapelta                                                  |
|  |                                                               |
|  | \| \| Hylaeosaurus \| \| \| \| \| \| Anoplosaurus \| \| \| \| |
|  |                                                               |
|  | Hylaeosaurus                                                  |
|  |                                                               |
|  | Anoplosaurus                                                  |
|  |                                                               |

|  | Hylaeosaurus |
|  |              |
|  | Anoplosaurus |
|  |              |

|  | Gastonia                                                     |
|  |                                                              |
|  | \| \| Peloroplites \| \| \| \| \| \| Polacanthus \| \| \| \| |
|  |                                                              |
|  | Peloroplites                                                 |
|  |                                                              |
|  | Polacanthus                                                  |
|  |                                                              |

|  | Peloroplites |
|  |              |
|  | Polacanthus  |
|  |              |

|  | Gastonia                                                     |
|  |                                                              |
|  | \| \| Peloroplites \| \| \| \| \| \| Polacanthus \| \| \| \| |
|  |                                                              |
|  | Peloroplites                                                 |
|  |                                                              |
|  | Polacanthus                                                  |
|  |                                                              |

|  | Peloroplites |
|  |              |
|  | Polacanthus  |
|  |              |

|  | Struthiosaurus  |
|  |                 |
|  | Zhejiangosaurus |
|  |                 |

|  | Niobrarasaurus                                               |
|  |                                                              |
|  | Nodosaurus                                                   |
|  |                                                              |
|  | Pawpawsaurus                                                 |
|  |                                                              |
|  | Sauropelta                                                   |
|  |                                                              |
|  | Silvisaurus                                                  |
|  |                                                              |
|  | Stegopelta                                                   |
|  |                                                              |
|  | Texasetes                                                    |
|  |                                                              |
|  | \| \| Edmontonia \| \| \| \| \| \| Panoplosaurus \| \| \| \| |
|  |                                                              |
|  | Edmontonia                                                   |
|  |                                                              |
|  | Panoplosaurus                                                |
|  |                                                              |

|  | Edmontonia    |
|  |               |
|  | Panoplosaurus |
|  |               |

|  | Niobrarasaurus                                               |
|  |                                                              |
|  | Nodosaurus                                                   |
|  |                                                              |
|  | Pawpawsaurus                                                 |
|  |                                                              |
|  | Sauropelta                                                   |
|  |                                                              |
|  | Silvisaurus                                                  |
|  |                                                              |
|  | Stegopelta                                                   |
|  |                                                              |
|  | Texasetes                                                    |
|  |                                                              |
|  | \| \| Edmontonia \| \| \| \| \| \| Panoplosaurus \| \| \| \| |
|  |                                                              |
|  | Edmontonia                                                   |
|  |                                                              |
|  | Panoplosaurus                                                |
|  |                                                              |

|  | Edmontonia    |
|  |               |
|  | Panoplosaurus |
|  |               |

|  | Niobrarasaurus                                               |
|  |                                                              |
|  | Nodosaurus                                                   |
|  |                                                              |
|  | Pawpawsaurus                                                 |
|  |                                                              |
|  | Sauropelta                                                   |
|  |                                                              |
|  | Silvisaurus                                                  |
|  |                                                              |
|  | Stegopelta                                                   |
|  |                                                              |
|  | Texasetes                                                    |
|  |                                                              |
|  | \| \| Edmontonia \| \| \| \| \| \| Panoplosaurus \| \| \| \| |
|  |                                                              |
|  | Edmontonia                                                   |
|  |                                                              |
|  | Panoplosaurus                                                |
|  |                                                              |

|  | Edmontonia    |
|  |               |
|  | Panoplosaurus |
|  |               |

|  | Niobrarasaurus                                               |
|  |                                                              |
|  | Nodosaurus                                                   |
|  |                                                              |
|  | Pawpawsaurus                                                 |
|  |                                                              |
|  | Sauropelta                                                   |
|  |                                                              |
|  | Silvisaurus                                                  |
|  |                                                              |
|  | Stegopelta                                                   |
|  |                                                              |
|  | Texasetes                                                    |
|  |                                                              |
|  | \| \| Edmontonia \| \| \| \| \| \| Panoplosaurus \| \| \| \| |
|  |                                                              |
|  | Edmontonia                                                   |
|  |                                                              |
|  | Panoplosaurus                                                |
|  |                                                              |

|  | Edmontonia    |
|  |               |
|  | Panoplosaurus |
|  |               |

|  | Struthiosaurus  |
|  |                 |
|  | Zhejiangosaurus |
|  |                 |

|  | Niobrarasaurus                                               |
|  |                                                              |
|  | Nodosaurus                                                   |
|  |                                                              |
|  | Pawpawsaurus                                                 |
|  |                                                              |
|  | Sauropelta                                                   |
|  |                                                              |
|  | Silvisaurus                                                  |
|  |                                                              |
|  | Stegopelta                                                   |
|  |                                                              |
|  | Texasetes                                                    |
|  |                                                              |
|  | \| \| Edmontonia \| \| \| \| \| \| Panoplosaurus \| \| \| \| |
|  |                                                              |
|  | Edmontonia                                                   |
|  |                                                              |
|  | Panoplosaurus                                                |
|  |                                                              |

|  | Edmontonia    |
|  |               |
|  | Panoplosaurus |
|  |               |

|  | Niobrarasaurus                                               |
|  |                                                              |
|  | Nodosaurus                                                   |
|  |                                                              |
|  | Pawpawsaurus                                                 |
|  |                                                              |
|  | Sauropelta                                                   |
|  |                                                              |
|  | Silvisaurus                                                  |
|  |                                                              |
|  | Stegopelta                                                   |
|  |                                                              |
|  | Texasetes                                                    |
|  |                                                              |
|  | \| \| Edmontonia \| \| \| \| \| \| Panoplosaurus \| \| \| \| |
|  |                                                              |
|  | Edmontonia                                                   |
|  |                                                              |
|  | Panoplosaurus                                                |
|  |                                                              |

|  | Edmontonia    |
|  |               |
|  | Panoplosaurus |
|  |               |

|  | Niobrarasaurus                                               |
|  |                                                              |
|  | Nodosaurus                                                   |
|  |                                                              |
|  | Pawpawsaurus                                                 |
|  |                                                              |
|  | Sauropelta                                                   |
|  |                                                              |
|  | Silvisaurus                                                  |
|  |                                                              |
|  | Stegopelta                                                   |
|  |                                                              |
|  | Texasetes                                                    |
|  |                                                              |
|  | \| \| Edmontonia \| \| \| \| \| \| Panoplosaurus \| \| \| \| |
|  |                                                              |
|  | Edmontonia                                                   |
|  |                                                              |
|  | Panoplosaurus                                                |
|  |                                                              |

|  | Edmontonia    |
|  |               |
|  | Panoplosaurus |
|  |               |

|  | Niobrarasaurus                                               |
|  |                                                              |
|  | Nodosaurus                                                   |
|  |                                                              |
|  | Pawpawsaurus                                                 |
|  |                                                              |
|  | Sauropelta                                                   |
|  |                                                              |
|  | Silvisaurus                                                  |
|  |                                                              |
|  | Stegopelta                                                   |
|  |                                                              |
|  | Texasetes                                                    |
|  |                                                              |
|  | \| \| Edmontonia \| \| \| \| \| \| Panoplosaurus \| \| \| \| |
|  |                                                              |
|  | Edmontonia                                                   |
|  |                                                              |
|  | Panoplosaurus                                                |
|  |                                                              |

|  | Edmontonia    |
|  |               |
|  | Panoplosaurus |
|  |               |

|  | Gastonia                                                     |
|  |                                                              |
|  | \| \| Peloroplites \| \| \| \| \| \| Polacanthus \| \| \| \| |
|  |                                                              |
|  | Peloroplites                                                 |
|  |                                                              |
|  | Polacanthus                                                  |
|  |                                                              |

|  | Peloroplites |
|  |              |
|  | Polacanthus  |
|  |              |

|  | Gastonia                                                     |
|  |                                                              |
|  | \| \| Peloroplites \| \| \| \| \| \| Polacanthus \| \| \| \| |
|  |                                                              |
|  | Peloroplites                                                 |
|  |                                                              |
|  | Polacanthus                                                  |
|  |                                                              |

|  | Peloroplites |
|  |              |
|  | Polacanthus  |
|  |              |

|  | Struthiosaurus  |
|  |                 |
|  | Zhejiangosaurus |
|  |                 |

|  | Niobrarasaurus                                               |
|  |                                                              |
|  | Nodosaurus                                                   |
|  |                                                              |
|  | Pawpawsaurus                                                 |
|  |                                                              |
|  | Sauropelta                                                   |
|  |                                                              |
|  | Silvisaurus                                                  |
|  |                                                              |
|  | Stegopelta                                                   |
|  |                                                              |
|  | Texasetes                                                    |
|  |                                                              |
|  | \| \| Edmontonia \| \| \| \| \| \| Panoplosaurus \| \| \| \| |
|  |                                                              |
|  | Edmontonia                                                   |
|  |                                                              |
|  | Panoplosaurus                                                |
|  |                                                              |

|  | Edmontonia    |
|  |               |
|  | Panoplosaurus |
|  |               |

|  | Niobrarasaurus                                               |
|  |                                                              |
|  | Nodosaurus                                                   |
|  |                                                              |
|  | Pawpawsaurus                                                 |
|  |                                                              |
|  | Sauropelta                                                   |
|  |                                                              |
|  | Silvisaurus                                                  |
|  |                                                              |
|  | Stegopelta                                                   |
|  |                                                              |
|  | Texasetes                                                    |
|  |                                                              |
|  | \| \| Edmontonia \| \| \| \| \| \| Panoplosaurus \| \| \| \| |
|  |                                                              |
|  | Edmontonia                                                   |
|  |                                                              |
|  | Panoplosaurus                                                |
|  |                                                              |

|  | Edmontonia    |
|  |               |
|  | Panoplosaurus |
|  |               |

|  | Niobrarasaurus                                               |
|  |                                                              |
|  | Nodosaurus                                                   |
|  |                                                              |
|  | Pawpawsaurus                                                 |
|  |                                                              |
|  | Sauropelta                                                   |
|  |                                                              |
|  | Silvisaurus                                                  |
|  |                                                              |
|  | Stegopelta                                                   |
|  |                                                              |
|  | Texasetes                                                    |
|  |                                                              |
|  | \| \| Edmontonia \| \| \| \| \| \| Panoplosaurus \| \| \| \| |
|  |                                                              |
|  | Edmontonia                                                   |
|  |                                                              |
|  | Panoplosaurus                                                |
|  |                                                              |

|  | Edmontonia    |
|  |               |
|  | Panoplosaurus |
|  |               |

|  | Niobrarasaurus                                               |
|  |                                                              |
|  | Nodosaurus                                                   |
|  |                                                              |
|  | Pawpawsaurus                                                 |
|  |                                                              |
|  | Sauropelta                                                   |
|  |                                                              |
|  | Silvisaurus                                                  |
|  |                                                              |
|  | Stegopelta                                                   |
|  |                                                              |
|  | Texasetes                                                    |
|  |                                                              |
|  | \| \| Edmontonia \| \| \| \| \| \| Panoplosaurus \| \| \| \| |
|  |                                                              |
|  | Edmontonia                                                   |
|  |                                                              |
|  | Panoplosaurus                                                |
|  |                                                              |

|  | Edmontonia    |
|  |               |
|  | Panoplosaurus |
|  |               |

|  | Struthiosaurus  |
|  |                 |
|  | Zhejiangosaurus |
|  |                 |

|  | Niobrarasaurus                                               |
|  |                                                              |
|  | Nodosaurus                                                   |
|  |                                                              |
|  | Pawpawsaurus                                                 |
|  |                                                              |
|  | Sauropelta                                                   |
|  |                                                              |
|  | Silvisaurus                                                  |
|  |                                                              |
|  | Stegopelta                                                   |
|  |                                                              |
|  | Texasetes                                                    |
|  |                                                              |
|  | \| \| Edmontonia \| \| \| \| \| \| Panoplosaurus \| \| \| \| |
|  |                                                              |
|  | Edmontonia                                                   |
|  |                                                              |
|  | Panoplosaurus                                                |
|  |                                                              |

|  | Edmontonia    |
|  |               |
|  | Panoplosaurus |
|  |               |

|  | Niobrarasaurus                                               |
|  |                                                              |
|  | Nodosaurus                                                   |
|  |                                                              |
|  | Pawpawsaurus                                                 |
|  |                                                              |
|  | Sauropelta                                                   |
|  |                                                              |
|  | Silvisaurus                                                  |
|  |                                                              |
|  | Stegopelta                                                   |
|  |                                                              |
|  | Texasetes                                                    |
|  |                                                              |
|  | \| \| Edmontonia \| \| \| \| \| \| Panoplosaurus \| \| \| \| |
|  |                                                              |
|  | Edmontonia                                                   |
|  |                                                              |
|  | Panoplosaurus                                                |
|  |                                                              |

|  | Edmontonia    |
|  |               |
|  | Panoplosaurus |
|  |               |

|  | Niobrarasaurus                                               |
|  |                                                              |
|  | Nodosaurus                                                   |
|  |                                                              |
|  | Pawpawsaurus                                                 |
|  |                                                              |
|  | Sauropelta                                                   |
|  |                                                              |
|  | Silvisaurus                                                  |
|  |                                                              |
|  | Stegopelta                                                   |
|  |                                                              |
|  | Texasetes                                                    |
|  |                                                              |
|  | \| \| Edmontonia \| \| \| \| \| \| Panoplosaurus \| \| \| \| |
|  |                                                              |
|  | Edmontonia                                                   |
|  |                                                              |
|  | Panoplosaurus                                                |
|  |                                                              |

|  | Edmontonia    |
|  |               |
|  | Panoplosaurus |
|  |               |

|  | Niobrarasaurus                                               |
|  |                                                              |
|  | Nodosaurus                                                   |
|  |                                                              |
|  | Pawpawsaurus                                                 |
|  |                                                              |
|  | Sauropelta                                                   |
|  |                                                              |
|  | Silvisaurus                                                  |
|  |                                                              |
|  | Stegopelta                                                   |
|  |                                                              |
|  | Texasetes                                                    |
|  |                                                              |
|  | \| \| Edmontonia \| \| \| \| \| \| Panoplosaurus \| \| \| \| |
|  |                                                              |
|  | Edmontonia                                                   |
|  |                                                              |
|  | Panoplosaurus                                                |
|  |                                                              |

|  | Edmontonia    |
|  |               |
|  | Panoplosaurus |
|  |               |

|  | Mymoorapelta                                                  |
|  |                                                               |
|  | \| \| Hylaeosaurus \| \| \| \| \| \| Anoplosaurus \| \| \| \| |
|  |                                                               |
|  | Hylaeosaurus                                                  |
|  |                                                               |
|  | Anoplosaurus                                                  |
|  |                                                               |

|  | Hylaeosaurus |
|  |              |
|  | Anoplosaurus |
|  |              |

|  | Gastonia                                                     |
|  |                                                              |
|  | \| \| Peloroplites \| \| \| \| \| \| Polacanthus \| \| \| \| |
|  |                                                              |
|  | Peloroplites                                                 |
|  |                                                              |
|  | Polacanthus                                                  |
|  |                                                              |

|  | Peloroplites |
|  |              |
|  | Polacanthus  |
|  |              |

|  | Gastonia                                                     |
|  |                                                              |
|  | \| \| Peloroplites \| \| \| \| \| \| Polacanthus \| \| \| \| |
|  |                                                              |
|  | Peloroplites                                                 |
|  |                                                              |
|  | Polacanthus                                                  |
|  |                                                              |

|  | Peloroplites |
|  |              |
|  | Polacanthus  |
|  |              |

|  | Struthiosaurus  |
|  |                 |
|  | Zhejiangosaurus |
|  |                 |

|  | Niobrarasaurus                                               |
|  |                                                              |
|  | Nodosaurus                                                   |
|  |                                                              |
|  | Pawpawsaurus                                                 |
|  |                                                              |
|  | Sauropelta                                                   |
|  |                                                              |
|  | Silvisaurus                                                  |
|  |                                                              |
|  | Stegopelta                                                   |
|  |                                                              |
|  | Texasetes                                                    |
|  |                                                              |
|  | \| \| Edmontonia \| \| \| \| \| \| Panoplosaurus \| \| \| \| |
|  |                                                              |
|  | Edmontonia                                                   |
|  |                                                              |
|  | Panoplosaurus                                                |
|  |                                                              |

|  | Edmontonia    |
|  |               |
|  | Panoplosaurus |
|  |               |

|  | Niobrarasaurus                                               |
|  |                                                              |
|  | Nodosaurus                                                   |
|  |                                                              |
|  | Pawpawsaurus                                                 |
|  |                                                              |
|  | Sauropelta                                                   |
|  |                                                              |
|  | Silvisaurus                                                  |
|  |                                                              |
|  | Stegopelta                                                   |
|  |                                                              |
|  | Texasetes                                                    |
|  |                                                              |
|  | \| \| Edmontonia \| \| \| \| \| \| Panoplosaurus \| \| \| \| |
|  |                                                              |
|  | Edmontonia                                                   |
|  |                                                              |
|  | Panoplosaurus                                                |
|  |                                                              |

|  | Edmontonia    |
|  |               |
|  | Panoplosaurus |
|  |               |

|  | Niobrarasaurus                                               |
|  |                                                              |
|  | Nodosaurus                                                   |
|  |                                                              |
|  | Pawpawsaurus                                                 |
|  |                                                              |
|  | Sauropelta                                                   |
|  |                                                              |
|  | Silvisaurus                                                  |
|  |                                                              |
|  | Stegopelta                                                   |
|  |                                                              |
|  | Texasetes                                                    |
|  |                                                              |
|  | \| \| Edmontonia \| \| \| \| \| \| Panoplosaurus \| \| \| \| |
|  |                                                              |
|  | Edmontonia                                                   |
|  |                                                              |
|  | Panoplosaurus                                                |
|  |                                                              |

|  | Edmontonia    |
|  |               |
|  | Panoplosaurus |
|  |               |

|  | Niobrarasaurus                                               |
|  |                                                              |
|  | Nodosaurus                                                   |
|  |                                                              |
|  | Pawpawsaurus                                                 |
|  |                                                              |
|  | Sauropelta                                                   |
|  |                                                              |
|  | Silvisaurus                                                  |
|  |                                                              |
|  | Stegopelta                                                   |
|  |                                                              |
|  | Texasetes                                                    |
|  |                                                              |
|  | \| \| Edmontonia \| \| \| \| \| \| Panoplosaurus \| \| \| \| |
|  |                                                              |
|  | Edmontonia                                                   |
|  |                                                              |
|  | Panoplosaurus                                                |
|  |                                                              |

|  | Edmontonia    |
|  |               |
|  | Panoplosaurus |
|  |               |

|  | Struthiosaurus  |
|  |                 |
|  | Zhejiangosaurus |
|  |                 |

|  | Niobrarasaurus                                               |
|  |                                                              |
|  | Nodosaurus                                                   |
|  |                                                              |
|  | Pawpawsaurus                                                 |
|  |                                                              |
|  | Sauropelta                                                   |
|  |                                                              |
|  | Silvisaurus                                                  |
|  |                                                              |
|  | Stegopelta                                                   |
|  |                                                              |
|  | Texasetes                                                    |
|  |                                                              |
|  | \| \| Edmontonia \| \| \| \| \| \| Panoplosaurus \| \| \| \| |
|  |                                                              |
|  | Edmontonia                                                   |
|  |                                                              |
|  | Panoplosaurus                                                |
|  |                                                              |

|  | Edmontonia    |
|  |               |
|  | Panoplosaurus |
|  |               |

|  | Niobrarasaurus                                               |
|  |                                                              |
|  | Nodosaurus                                                   |
|  |                                                              |
|  | Pawpawsaurus                                                 |
|  |                                                              |
|  | Sauropelta                                                   |
|  |                                                              |
|  | Silvisaurus                                                  |
|  |                                                              |
|  | Stegopelta                                                   |
|  |                                                              |
|  | Texasetes                                                    |
|  |                                                              |
|  | \| \| Edmontonia \| \| \| \| \| \| Panoplosaurus \| \| \| \| |
|  |                                                              |
|  | Edmontonia                                                   |
|  |                                                              |
|  | Panoplosaurus                                                |
|  |                                                              |

|  | Edmontonia    |
|  |               |
|  | Panoplosaurus |
|  |               |

|  | Niobrarasaurus                                               |
|  |                                                              |
|  | Nodosaurus                                                   |
|  |                                                              |
|  | Pawpawsaurus                                                 |
|  |                                                              |
|  | Sauropelta                                                   |
|  |                                                              |
|  | Silvisaurus                                                  |
|  |                                                              |
|  | Stegopelta                                                   |
|  |                                                              |
|  | Texasetes                                                    |
|  |                                                              |
|  | \| \| Edmontonia \| \| \| \| \| \| Panoplosaurus \| \| \| \| |
|  |                                                              |
|  | Edmontonia                                                   |
|  |                                                              |
|  | Panoplosaurus                                                |
|  |                                                              |

|  | Edmontonia    |
|  |               |
|  | Panoplosaurus |
|  |               |

|  | Niobrarasaurus                                               |
|  |                                                              |
|  | Nodosaurus                                                   |
|  |                                                              |
|  | Pawpawsaurus                                                 |
|  |                                                              |
|  | Sauropelta                                                   |
|  |                                                              |
|  | Silvisaurus                                                  |
|  |                                                              |
|  | Stegopelta                                                   |
|  |                                                              |
|  | Texasetes                                                    |
|  |                                                              |
|  | \| \| Edmontonia \| \| \| \| \| \| Panoplosaurus \| \| \| \| |
|  |                                                              |
|  | Edmontonia                                                   |
|  |                                                              |
|  | Panoplosaurus                                                |
|  |                                                              |

|  | Edmontonia    |
|  |               |
|  | Panoplosaurus |
|  |               |

|  | Gastonia                                                     |
|  |                                                              |
|  | \| \| Peloroplites \| \| \| \| \| \| Polacanthus \| \| \| \| |
|  |                                                              |
|  | Peloroplites                                                 |
|  |                                                              |
|  | Polacanthus                                                  |
|  |                                                              |

|  | Peloroplites |
|  |              |
|  | Polacanthus  |
|  |              |

|  | Gastonia                                                     |
|  |                                                              |
|  | \| \| Peloroplites \| \| \| \| \| \| Polacanthus \| \| \| \| |
|  |                                                              |
|  | Peloroplites                                                 |
|  |                                                              |
|  | Polacanthus                                                  |
|  |                                                              |

|  | Peloroplites |
|  |              |
|  | Polacanthus  |
|  |              |

|  | Struthiosaurus  |
|  |                 |
|  | Zhejiangosaurus |
|  |                 |

|  | Niobrarasaurus                                               |
|  |                                                              |
|  | Nodosaurus                                                   |
|  |                                                              |
|  | Pawpawsaurus                                                 |
|  |                                                              |
|  | Sauropelta                                                   |
|  |                                                              |
|  | Silvisaurus                                                  |
|  |                                                              |
|  | Stegopelta                                                   |
|  |                                                              |
|  | Texasetes                                                    |
|  |                                                              |
|  | \| \| Edmontonia \| \| \| \| \| \| Panoplosaurus \| \| \| \| |
|  |                                                              |
|  | Edmontonia                                                   |
|  |                                                              |
|  | Panoplosaurus                                                |
|  |                                                              |

|  | Edmontonia    |
|  |               |
|  | Panoplosaurus |
|  |               |

|  | Niobrarasaurus                                               |
|  |                                                              |
|  | Nodosaurus                                                   |
|  |                                                              |
|  | Pawpawsaurus                                                 |
|  |                                                              |
|  | Sauropelta                                                   |
|  |                                                              |
|  | Silvisaurus                                                  |
|  |                                                              |
|  | Stegopelta                                                   |
|  |                                                              |
|  | Texasetes                                                    |
|  |                                                              |
|  | \| \| Edmontonia \| \| \| \| \| \| Panoplosaurus \| \| \| \| |
|  |                                                              |
|  | Edmontonia                                                   |
|  |                                                              |
|  | Panoplosaurus                                                |
|  |                                                              |

|  | Edmontonia    |
|  |               |
|  | Panoplosaurus |
|  |               |

|  | Niobrarasaurus                                               |
|  |                                                              |
|  | Nodosaurus                                                   |
|  |                                                              |
|  | Pawpawsaurus                                                 |
|  |                                                              |
|  | Sauropelta                                                   |
|  |                                                              |
|  | Silvisaurus                                                  |
|  |                                                              |
|  | Stegopelta                                                   |
|  |                                                              |
|  | Texasetes                                                    |
|  |                                                              |
|  | \| \| Edmontonia \| \| \| \| \| \| Panoplosaurus \| \| \| \| |
|  |                                                              |
|  | Edmontonia                                                   |
|  |                                                              |
|  | Panoplosaurus                                                |
|  |                                                              |

|  | Edmontonia    |
|  |               |
|  | Panoplosaurus |
|  |               |

|  | Niobrarasaurus                                               |
|  |                                                              |
|  | Nodosaurus                                                   |
|  |                                                              |
|  | Pawpawsaurus                                                 |
|  |                                                              |
|  | Sauropelta                                                   |
|  |                                                              |
|  | Silvisaurus                                                  |
|  |                                                              |
|  | Stegopelta                                                   |
|  |                                                              |
|  | Texasetes                                                    |
|  |                                                              |
|  | \| \| Edmontonia \| \| \| \| \| \| Panoplosaurus \| \| \| \| |
|  |                                                              |
|  | Edmontonia                                                   |
|  |                                                              |
|  | Panoplosaurus                                                |
|  |                                                              |

|  | Edmontonia    |
|  |               |
|  | Panoplosaurus |
|  |               |

|  | Struthiosaurus  |
|  |                 |
|  | Zhejiangosaurus |
|  |                 |

|  | Niobrarasaurus                                               |
|  |                                                              |
|  | Nodosaurus                                                   |
|  |                                                              |
|  | Pawpawsaurus                                                 |
|  |                                                              |
|  | Sauropelta                                                   |
|  |                                                              |
|  | Silvisaurus                                                  |
|  |                                                              |
|  | Stegopelta                                                   |
|  |                                                              |
|  | Texasetes                                                    |
|  |                                                              |
|  | \| \| Edmontonia \| \| \| \| \| \| Panoplosaurus \| \| \| \| |
|  |                                                              |
|  | Edmontonia                                                   |
|  |                                                              |
|  | Panoplosaurus                                                |
|  |                                                              |

|  | Edmontonia    |
|  |               |
|  | Panoplosaurus |
|  |               |

|  | Niobrarasaurus                                               |
|  |                                                              |
|  | Nodosaurus                                                   |
|  |                                                              |
|  | Pawpawsaurus                                                 |
|  |                                                              |
|  | Sauropelta                                                   |
|  |                                                              |
|  | Silvisaurus                                                  |
|  |                                                              |
|  | Stegopelta                                                   |
|  |                                                              |
|  | Texasetes                                                    |
|  |                                                              |
|  | \| \| Edmontonia \| \| \| \| \| \| Panoplosaurus \| \| \| \| |
|  |                                                              |
|  | Edmontonia                                                   |
|  |                                                              |
|  | Panoplosaurus                                                |
|  |                                                              |

|  | Edmontonia    |
|  |               |
|  | Panoplosaurus |
|  |               |

|  | Niobrarasaurus                                               |
|  |                                                              |
|  | Nodosaurus                                                   |
|  |                                                              |
|  | Pawpawsaurus                                                 |
|  |                                                              |
|  | Sauropelta                                                   |
|  |                                                              |
|  | Silvisaurus                                                  |
|  |                                                              |
|  | Stegopelta                                                   |
|  |                                                              |
|  | Texasetes                                                    |
|  |                                                              |
|  | \| \| Edmontonia \| \| \| \| \| \| Panoplosaurus \| \| \| \| |
|  |                                                              |
|  | Edmontonia                                                   |
|  |                                                              |
|  | Panoplosaurus                                                |
|  |                                                              |

|  | Edmontonia    |
|  |               |
|  | Panoplosaurus |
|  |               |

|  | Niobrarasaurus                                               |
|  |                                                              |
|  | Nodosaurus                                                   |
|  |                                                              |
|  | Pawpawsaurus                                                 |
|  |                                                              |
|  | Sauropelta                                                   |
|  |                                                              |
|  | Silvisaurus                                                  |
|  |                                                              |
|  | Stegopelta                                                   |
|  |                                                              |
|  | Texasetes                                                    |
|  |                                                              |
|  | \| \| Edmontonia \| \| \| \| \| \| Panoplosaurus \| \| \| \| |
|  |                                                              |
|  | Edmontonia                                                   |
|  |                                                              |
|  | Panoplosaurus                                                |
|  |                                                              |

|  | Edmontonia    |
|  |               |
|  | Panoplosaurus |
|  |               |

|  | Mymoorapelta                                                  |
|  |                                                               |
|  | \| \| Hylaeosaurus \| \| \| \| \| \| Anoplosaurus \| \| \| \| |
|  |                                                               |
|  | Hylaeosaurus                                                  |
|  |                                                               |
|  | Anoplosaurus                                                  |
|  |                                                               |

|  | Hylaeosaurus |
|  |              |
|  | Anoplosaurus |
|  |              |

|  | Gastonia                                                     |
|  |                                                              |
|  | \| \| Peloroplites \| \| \| \| \| \| Polacanthus \| \| \| \| |
|  |                                                              |
|  | Peloroplites                                                 |
|  |                                                              |
|  | Polacanthus                                                  |
|  |                                                              |

|  | Peloroplites |
|  |              |
|  | Polacanthus  |
|  |              |

|  | Gastonia                                                     |
|  |                                                              |
|  | \| \| Peloroplites \| \| \| \| \| \| Polacanthus \| \| \| \| |
|  |                                                              |
|  | Peloroplites                                                 |
|  |                                                              |
|  | Polacanthus                                                  |
|  |                                                              |

|  | Peloroplites |
|  |              |
|  | Polacanthus  |
|  |              |

|  | Struthiosaurus  |
|  |                 |
|  | Zhejiangosaurus |
|  |                 |

|  | Niobrarasaurus                                               |
|  |                                                              |
|  | Nodosaurus                                                   |
|  |                                                              |
|  | Pawpawsaurus                                                 |
|  |                                                              |
|  | Sauropelta                                                   |
|  |                                                              |
|  | Silvisaurus                                                  |
|  |                                                              |
|  | Stegopelta                                                   |
|  |                                                              |
|  | Texasetes                                                    |
|  |                                                              |
|  | \| \| Edmontonia \| \| \| \| \| \| Panoplosaurus \| \| \| \| |
|  |                                                              |
|  | Edmontonia                                                   |
|  |                                                              |
|  | Panoplosaurus                                                |
|  |                                                              |

|  | Edmontonia    |
|  |               |
|  | Panoplosaurus |
|  |               |

|  | Niobrarasaurus                                               |
|  |                                                              |
|  | Nodosaurus                                                   |
|  |                                                              |
|  | Pawpawsaurus                                                 |
|  |                                                              |
|  | Sauropelta                                                   |
|  |                                                              |
|  | Silvisaurus                                                  |
|  |                                                              |
|  | Stegopelta                                                   |
|  |                                                              |
|  | Texasetes                                                    |
|  |                                                              |
|  | \| \| Edmontonia \| \| \| \| \| \| Panoplosaurus \| \| \| \| |
|  |                                                              |
|  | Edmontonia                                                   |
|  |                                                              |
|  | Panoplosaurus                                                |
|  |                                                              |

|  | Edmontonia    |
|  |               |
|  | Panoplosaurus |
|  |               |

|  | Niobrarasaurus                                               |
|  |                                                              |
|  | Nodosaurus                                                   |
|  |                                                              |
|  | Pawpawsaurus                                                 |
|  |                                                              |
|  | Sauropelta                                                   |
|  |                                                              |
|  | Silvisaurus                                                  |
|  |                                                              |
|  | Stegopelta                                                   |
|  |                                                              |
|  | Texasetes                                                    |
|  |                                                              |
|  | \| \| Edmontonia \| \| \| \| \| \| Panoplosaurus \| \| \| \| |
|  |                                                              |
|  | Edmontonia                                                   |
|  |                                                              |
|  | Panoplosaurus                                                |
|  |                                                              |

|  | Edmontonia    |
|  |               |
|  | Panoplosaurus |
|  |               |

|  | Niobrarasaurus                                               |
|  |                                                              |
|  | Nodosaurus                                                   |
|  |                                                              |
|  | Pawpawsaurus                                                 |
|  |                                                              |
|  | Sauropelta                                                   |
|  |                                                              |
|  | Silvisaurus                                                  |
|  |                                                              |
|  | Stegopelta                                                   |
|  |                                                              |
|  | Texasetes                                                    |
|  |                                                              |
|  | \| \| Edmontonia \| \| \| \| \| \| Panoplosaurus \| \| \| \| |
|  |                                                              |
|  | Edmontonia                                                   |
|  |                                                              |
|  | Panoplosaurus                                                |
|  |                                                              |

|  | Edmontonia    |
|  |               |
|  | Panoplosaurus |
|  |               |

|  | Struthiosaurus  |
|  |                 |
|  | Zhejiangosaurus |
|  |                 |

|  | Niobrarasaurus                                               |
|  |                                                              |
|  | Nodosaurus                                                   |
|  |                                                              |
|  | Pawpawsaurus                                                 |
|  |                                                              |
|  | Sauropelta                                                   |
|  |                                                              |
|  | Silvisaurus                                                  |
|  |                                                              |
|  | Stegopelta                                                   |
|  |                                                              |
|  | Texasetes                                                    |
|  |                                                              |
|  | \| \| Edmontonia \| \| \| \| \| \| Panoplosaurus \| \| \| \| |
|  |                                                              |
|  | Edmontonia                                                   |
|  |                                                              |
|  | Panoplosaurus                                                |
|  |                                                              |

|  | Edmontonia    |
|  |               |
|  | Panoplosaurus |
|  |               |

|  | Niobrarasaurus                                               |
|  |                                                              |
|  | Nodosaurus                                                   |
|  |                                                              |
|  | Pawpawsaurus                                                 |
|  |                                                              |
|  | Sauropelta                                                   |
|  |                                                              |
|  | Silvisaurus                                                  |
|  |                                                              |
|  | Stegopelta                                                   |
|  |                                                              |
|  | Texasetes                                                    |
|  |                                                              |
|  | \| \| Edmontonia \| \| \| \| \| \| Panoplosaurus \| \| \| \| |
|  |                                                              |
|  | Edmontonia                                                   |
|  |                                                              |
|  | Panoplosaurus                                                |
|  |                                                              |

|  | Edmontonia    |
|  |               |
|  | Panoplosaurus |
|  |               |

|  | Niobrarasaurus                                               |
|  |                                                              |
|  | Nodosaurus                                                   |
|  |                                                              |
|  | Pawpawsaurus                                                 |
|  |                                                              |
|  | Sauropelta                                                   |
|  |                                                              |
|  | Silvisaurus                                                  |
|  |                                                              |
|  | Stegopelta                                                   |
|  |                                                              |
|  | Texasetes                                                    |
|  |                                                              |
|  | \| \| Edmontonia \| \| \| \| \| \| Panoplosaurus \| \| \| \| |
|  |                                                              |
|  | Edmontonia                                                   |
|  |                                                              |
|  | Panoplosaurus                                                |
|  |                                                              |

|  | Edmontonia    |
|  |               |
|  | Panoplosaurus |
|  |               |

|  | Niobrarasaurus                                               |
|  |                                                              |
|  | Nodosaurus                                                   |
|  |                                                              |
|  | Pawpawsaurus                                                 |
|  |                                                              |
|  | Sauropelta                                                   |
|  |                                                              |
|  | Silvisaurus                                                  |
|  |                                                              |
|  | Stegopelta                                                   |
|  |                                                              |
|  | Texasetes                                                    |
|  |                                                              |
|  | \| \| Edmontonia \| \| \| \| \| \| Panoplosaurus \| \| \| \| |
|  |                                                              |
|  | Edmontonia                                                   |
|  |                                                              |
|  | Panoplosaurus                                                |
|  |                                                              |

|  | Edmontonia    |
|  |               |
|  | Panoplosaurus |
|  |               |

|  | Gastonia                                                     |
|  |                                                              |
|  | \| \| Peloroplites \| \| \| \| \| \| Polacanthus \| \| \| \| |
|  |                                                              |
|  | Peloroplites                                                 |
|  |                                                              |
|  | Polacanthus                                                  |
|  |                                                              |

|  | Peloroplites |
|  |              |
|  | Polacanthus  |
|  |              |

|  | Gastonia                                                     |
|  |                                                              |
|  | \| \| Peloroplites \| \| \| \| \| \| Polacanthus \| \| \| \| |
|  |                                                              |
|  | Peloroplites                                                 |
|  |                                                              |
|  | Polacanthus                                                  |
|  |                                                              |

|  | Peloroplites |
|  |              |
|  | Polacanthus  |
|  |              |

|  | Struthiosaurus  |
|  |                 |
|  | Zhejiangosaurus |
|  |                 |

|  | Niobrarasaurus                                               |
|  |                                                              |
|  | Nodosaurus                                                   |
|  |                                                              |
|  | Pawpawsaurus                                                 |
|  |                                                              |
|  | Sauropelta                                                   |
|  |                                                              |
|  | Silvisaurus                                                  |
|  |                                                              |
|  | Stegopelta                                                   |
|  |                                                              |
|  | Texasetes                                                    |
|  |                                                              |
|  | \| \| Edmontonia \| \| \| \| \| \| Panoplosaurus \| \| \| \| |
|  |                                                              |
|  | Edmontonia                                                   |
|  |                                                              |
|  | Panoplosaurus                                                |
|  |                                                              |

|  | Edmontonia    |
|  |               |
|  | Panoplosaurus |
|  |               |

|  | Niobrarasaurus                                               |
|  |                                                              |
|  | Nodosaurus                                                   |
|  |                                                              |
|  | Pawpawsaurus                                                 |
|  |                                                              |
|  | Sauropelta                                                   |
|  |                                                              |
|  | Silvisaurus                                                  |
|  |                                                              |
|  | Stegopelta                                                   |
|  |                                                              |
|  | Texasetes                                                    |
|  |                                                              |
|  | \| \| Edmontonia \| \| \| \| \| \| Panoplosaurus \| \| \| \| |
|  |                                                              |
|  | Edmontonia                                                   |
|  |                                                              |
|  | Panoplosaurus                                                |
|  |                                                              |

|  | Edmontonia    |
|  |               |
|  | Panoplosaurus |
|  |               |

|  | Niobrarasaurus                                               |
|  |                                                              |
|  | Nodosaurus                                                   |
|  |                                                              |
|  | Pawpawsaurus                                                 |
|  |                                                              |
|  | Sauropelta                                                   |
|  |                                                              |
|  | Silvisaurus                                                  |
|  |                                                              |
|  | Stegopelta                                                   |
|  |                                                              |
|  | Texasetes                                                    |
|  |                                                              |
|  | \| \| Edmontonia \| \| \| \| \| \| Panoplosaurus \| \| \| \| |
|  |                                                              |
|  | Edmontonia                                                   |
|  |                                                              |
|  | Panoplosaurus                                                |
|  |                                                              |

|  | Edmontonia    |
|  |               |
|  | Panoplosaurus |
|  |               |

|  | Niobrarasaurus                                               |
|  |                                                              |
|  | Nodosaurus                                                   |
|  |                                                              |
|  | Pawpawsaurus                                                 |
|  |                                                              |
|  | Sauropelta                                                   |
|  |                                                              |
|  | Silvisaurus                                                  |
|  |                                                              |
|  | Stegopelta                                                   |
|  |                                                              |
|  | Texasetes                                                    |
|  |                                                              |
|  | \| \| Edmontonia \| \| \| \| \| \| Panoplosaurus \| \| \| \| |
|  |                                                              |
|  | Edmontonia                                                   |
|  |                                                              |
|  | Panoplosaurus                                                |
|  |                                                              |

|  | Edmontonia    |
|  |               |
|  | Panoplosaurus |
|  |               |

|  | Struthiosaurus  |
|  |                 |
|  | Zhejiangosaurus |
|  |                 |

|  | Niobrarasaurus                                               |
|  |                                                              |
|  | Nodosaurus                                                   |
|  |                                                              |
|  | Pawpawsaurus                                                 |
|  |                                                              |
|  | Sauropelta                                                   |
|  |                                                              |
|  | Silvisaurus                                                  |
|  |                                                              |
|  | Stegopelta                                                   |
|  |                                                              |
|  | Texasetes                                                    |
|  |                                                              |
|  | \| \| Edmontonia \| \| \| \| \| \| Panoplosaurus \| \| \| \| |
|  |                                                              |
|  | Edmontonia                                                   |
|  |                                                              |
|  | Panoplosaurus                                                |
|  |                                                              |

|  | Edmontonia    |
|  |               |
|  | Panoplosaurus |
|  |               |

|  | Niobrarasaurus                                               |
|  |                                                              |
|  | Nodosaurus                                                   |
|  |                                                              |
|  | Pawpawsaurus                                                 |
|  |                                                              |
|  | Sauropelta                                                   |
|  |                                                              |
|  | Silvisaurus                                                  |
|  |                                                              |
|  | Stegopelta                                                   |
|  |                                                              |
|  | Texasetes                                                    |
|  |                                                              |
|  | \| \| Edmontonia \| \| \| \| \| \| Panoplosaurus \| \| \| \| |
|  |                                                              |
|  | Edmontonia                                                   |
|  |                                                              |
|  | Panoplosaurus                                                |
|  |                                                              |

|  | Edmontonia    |
|  |               |
|  | Panoplosaurus |
|  |               |

|  | Niobrarasaurus                                               |
|  |                                                              |
|  | Nodosaurus                                                   |
|  |                                                              |
|  | Pawpawsaurus                                                 |
|  |                                                              |
|  | Sauropelta                                                   |
|  |                                                              |
|  | Silvisaurus                                                  |
|  |                                                              |
|  | Stegopelta                                                   |
|  |                                                              |
|  | Texasetes                                                    |
|  |                                                              |
|  | \| \| Edmontonia \| \| \| \| \| \| Panoplosaurus \| \| \| \| |
|  |                                                              |
|  | Edmontonia                                                   |
|  |                                                              |
|  | Panoplosaurus                                                |
|  |                                                              |

|  | Edmontonia    |
|  |               |
|  | Panoplosaurus |
|  |               |

|  | Niobrarasaurus                                               |
|  |                                                              |
|  | Nodosaurus                                                   |
|  |                                                              |
|  | Pawpawsaurus                                                 |
|  |                                                              |
|  | Sauropelta                                                   |
|  |                                                              |
|  | Silvisaurus                                                  |
|  |                                                              |
|  | Stegopelta                                                   |
|  |                                                              |
|  | Texasetes                                                    |
|  |                                                              |
|  | \| \| Edmontonia \| \| \| \| \| \| Panoplosaurus \| \| \| \| |
|  |                                                              |
|  | Edmontonia                                                   |
|  |                                                              |
|  | Panoplosaurus                                                |
|  |                                                              |

|  | Edmontonia    |
|  |               |
|  | Panoplosaurus |
|  |               |

|  | Mymoorapelta                                                  |
|  |                                                               |
|  | \| \| Hylaeosaurus \| \| \| \| \| \| Anoplosaurus \| \| \| \| |
|  |                                                               |
|  | Hylaeosaurus                                                  |
|  |                                                               |
|  | Anoplosaurus                                                  |
|  |                                                               |

|  | Hylaeosaurus |
|  |              |
|  | Anoplosaurus |
|  |              |

|  | Gastonia                                                     |
|  |                                                              |
|  | \| \| Peloroplites \| \| \| \| \| \| Polacanthus \| \| \| \| |
|  |                                                              |
|  | Peloroplites                                                 |
|  |                                                              |
|  | Polacanthus                                                  |
|  |                                                              |

|  | Peloroplites |
|  |              |
|  | Polacanthus  |
|  |              |

|  | Gastonia                                                     |
|  |                                                              |
|  | \| \| Peloroplites \| \| \| \| \| \| Polacanthus \| \| \| \| |
|  |                                                              |
|  | Peloroplites                                                 |
|  |                                                              |
|  | Polacanthus                                                  |
|  |                                                              |

|  | Peloroplites |
|  |              |
|  | Polacanthus  |
|  |              |

|  | Struthiosaurus  |
|  |                 |
|  | Zhejiangosaurus |
|  |                 |

|  | Niobrarasaurus                                               |
|  |                                                              |
|  | Nodosaurus                                                   |
|  |                                                              |
|  | Pawpawsaurus                                                 |
|  |                                                              |
|  | Sauropelta                                                   |
|  |                                                              |
|  | Silvisaurus                                                  |
|  |                                                              |
|  | Stegopelta                                                   |
|  |                                                              |
|  | Texasetes                                                    |
|  |                                                              |
|  | \| \| Edmontonia \| \| \| \| \| \| Panoplosaurus \| \| \| \| |
|  |                                                              |
|  | Edmontonia                                                   |
|  |                                                              |
|  | Panoplosaurus                                                |
|  |                                                              |

|  | Edmontonia    |
|  |               |
|  | Panoplosaurus |
|  |               |

|  | Niobrarasaurus                                               |
|  |                                                              |
|  | Nodosaurus                                                   |
|  |                                                              |
|  | Pawpawsaurus                                                 |
|  |                                                              |
|  | Sauropelta                                                   |
|  |                                                              |
|  | Silvisaurus                                                  |
|  |                                                              |
|  | Stegopelta                                                   |
|  |                                                              |
|  | Texasetes                                                    |
|  |                                                              |
|  | \| \| Edmontonia \| \| \| \| \| \| Panoplosaurus \| \| \| \| |
|  |                                                              |
|  | Edmontonia                                                   |
|  |                                                              |
|  | Panoplosaurus                                                |
|  |                                                              |

|  | Edmontonia    |
|  |               |
|  | Panoplosaurus |
|  |               |

|  | Niobrarasaurus                                               |
|  |                                                              |
|  | Nodosaurus                                                   |
|  |                                                              |
|  | Pawpawsaurus                                                 |
|  |                                                              |
|  | Sauropelta                                                   |
|  |                                                              |
|  | Silvisaurus                                                  |
|  |                                                              |
|  | Stegopelta                                                   |
|  |                                                              |
|  | Texasetes                                                    |
|  |                                                              |
|  | \| \| Edmontonia \| \| \| \| \| \| Panoplosaurus \| \| \| \| |
|  |                                                              |
|  | Edmontonia                                                   |
|  |                                                              |
|  | Panoplosaurus                                                |
|  |                                                              |

|  | Edmontonia    |
|  |               |
|  | Panoplosaurus |
|  |               |

|  | Niobrarasaurus                                               |
|  |                                                              |
|  | Nodosaurus                                                   |
|  |                                                              |
|  | Pawpawsaurus                                                 |
|  |                                                              |
|  | Sauropelta                                                   |
|  |                                                              |
|  | Silvisaurus                                                  |
|  |                                                              |
|  | Stegopelta                                                   |
|  |                                                              |
|  | Texasetes                                                    |
|  |                                                              |
|  | \| \| Edmontonia \| \| \| \| \| \| Panoplosaurus \| \| \| \| |
|  |                                                              |
|  | Edmontonia                                                   |
|  |                                                              |
|  | Panoplosaurus                                                |
|  |                                                              |

|  | Edmontonia    |
|  |               |
|  | Panoplosaurus |
|  |               |

|  | Struthiosaurus  |
|  |                 |
|  | Zhejiangosaurus |
|  |                 |

|  | Niobrarasaurus                                               |
|  |                                                              |
|  | Nodosaurus                                                   |
|  |                                                              |
|  | Pawpawsaurus                                                 |
|  |                                                              |
|  | Sauropelta                                                   |
|  |                                                              |
|  | Silvisaurus                                                  |
|  |                                                              |
|  | Stegopelta                                                   |
|  |                                                              |
|  | Texasetes                                                    |
|  |                                                              |
|  | \| \| Edmontonia \| \| \| \| \| \| Panoplosaurus \| \| \| \| |
|  |                                                              |
|  | Edmontonia                                                   |
|  |                                                              |
|  | Panoplosaurus                                                |
|  |                                                              |

|  | Edmontonia    |
|  |               |
|  | Panoplosaurus |
|  |               |

|  | Niobrarasaurus                                               |
|  |                                                              |
|  | Nodosaurus                                                   |
|  |                                                              |
|  | Pawpawsaurus                                                 |
|  |                                                              |
|  | Sauropelta                                                   |
|  |                                                              |
|  | Silvisaurus                                                  |
|  |                                                              |
|  | Stegopelta                                                   |
|  |                                                              |
|  | Texasetes                                                    |
|  |                                                              |
|  | \| \| Edmontonia \| \| \| \| \| \| Panoplosaurus \| \| \| \| |
|  |                                                              |
|  | Edmontonia                                                   |
|  |                                                              |
|  | Panoplosaurus                                                |
|  |                                                              |

|  | Edmontonia    |
|  |               |
|  | Panoplosaurus |
|  |               |

|  | Niobrarasaurus                                               |
|  |                                                              |
|  | Nodosaurus                                                   |
|  |                                                              |
|  | Pawpawsaurus                                                 |
|  |                                                              |
|  | Sauropelta                                                   |
|  |                                                              |
|  | Silvisaurus                                                  |
|  |                                                              |
|  | Stegopelta                                                   |
|  |                                                              |
|  | Texasetes                                                    |
|  |                                                              |
|  | \| \| Edmontonia \| \| \| \| \| \| Panoplosaurus \| \| \| \| |
|  |                                                              |
|  | Edmontonia                                                   |
|  |                                                              |
|  | Panoplosaurus                                                |
|  |                                                              |

|  | Edmontonia    |
|  |               |
|  | Panoplosaurus |
|  |               |

|  | Niobrarasaurus                                               |
|  |                                                              |
|  | Nodosaurus                                                   |
|  |                                                              |
|  | Pawpawsaurus                                                 |
|  |                                                              |
|  | Sauropelta                                                   |
|  |                                                              |
|  | Silvisaurus                                                  |
|  |                                                              |
|  | Stegopelta                                                   |
|  |                                                              |
|  | Texasetes                                                    |
|  |                                                              |
|  | \| \| Edmontonia \| \| \| \| \| \| Panoplosaurus \| \| \| \| |
|  |                                                              |
|  | Edmontonia                                                   |
|  |                                                              |
|  | Panoplosaurus                                                |
|  |                                                              |

|  | Edmontonia    |
|  |               |
|  | Panoplosaurus |
|  |               |

|  | Gastonia                                                     |
|  |                                                              |
|  | \| \| Peloroplites \| \| \| \| \| \| Polacanthus \| \| \| \| |
|  |                                                              |
|  | Peloroplites                                                 |
|  |                                                              |
|  | Polacanthus                                                  |
|  |                                                              |

|  | Peloroplites |
|  |              |
|  | Polacanthus  |
|  |              |

|  | Gastonia                                                     |
|  |                                                              |
|  | \| \| Peloroplites \| \| \| \| \| \| Polacanthus \| \| \| \| |
|  |                                                              |
|  | Peloroplites                                                 |
|  |                                                              |
|  | Polacanthus                                                  |
|  |                                                              |

|  | Peloroplites |
|  |              |
|  | Polacanthus  |
|  |              |

|  | Struthiosaurus  |
|  |                 |
|  | Zhejiangosaurus |
|  |                 |

|  | Niobrarasaurus                                               |
|  |                                                              |
|  | Nodosaurus                                                   |
|  |                                                              |
|  | Pawpawsaurus                                                 |
|  |                                                              |
|  | Sauropelta                                                   |
|  |                                                              |
|  | Silvisaurus                                                  |
|  |                                                              |
|  | Stegopelta                                                   |
|  |                                                              |
|  | Texasetes                                                    |
|  |                                                              |
|  | \| \| Edmontonia \| \| \| \| \| \| Panoplosaurus \| \| \| \| |
|  |                                                              |
|  | Edmontonia                                                   |
|  |                                                              |
|  | Panoplosaurus                                                |
|  |                                                              |

|  | Edmontonia    |
|  |               |
|  | Panoplosaurus |
|  |               |

|  | Niobrarasaurus                                               |
|  |                                                              |
|  | Nodosaurus                                                   |
|  |                                                              |
|  | Pawpawsaurus                                                 |
|  |                                                              |
|  | Sauropelta                                                   |
|  |                                                              |
|  | Silvisaurus                                                  |
|  |                                                              |
|  | Stegopelta                                                   |
|  |                                                              |
|  | Texasetes                                                    |
|  |                                                              |
|  | \| \| Edmontonia \| \| \| \| \| \| Panoplosaurus \| \| \| \| |
|  |                                                              |
|  | Edmontonia                                                   |
|  |                                                              |
|  | Panoplosaurus                                                |
|  |                                                              |

|  | Edmontonia    |
|  |               |
|  | Panoplosaurus |
|  |               |

|  | Niobrarasaurus                                               |
|  |                                                              |
|  | Nodosaurus                                                   |
|  |                                                              |
|  | Pawpawsaurus                                                 |
|  |                                                              |
|  | Sauropelta                                                   |
|  |                                                              |
|  | Silvisaurus                                                  |
|  |                                                              |
|  | Stegopelta                                                   |
|  |                                                              |
|  | Texasetes                                                    |
|  |                                                              |
|  | \| \| Edmontonia \| \| \| \| \| \| Panoplosaurus \| \| \| \| |
|  |                                                              |
|  | Edmontonia                                                   |
|  |                                                              |
|  | Panoplosaurus                                                |
|  |                                                              |

|  | Edmontonia    |
|  |               |
|  | Panoplosaurus |
|  |               |

|  | Niobrarasaurus                                               |
|  |                                                              |
|  | Nodosaurus                                                   |
|  |                                                              |
|  | Pawpawsaurus                                                 |
|  |                                                              |
|  | Sauropelta                                                   |
|  |                                                              |
|  | Silvisaurus                                                  |
|  |                                                              |
|  | Stegopelta                                                   |
|  |                                                              |
|  | Texasetes                                                    |
|  |                                                              |
|  | \| \| Edmontonia \| \| \| \| \| \| Panoplosaurus \| \| \| \| |
|  |                                                              |
|  | Edmontonia                                                   |
|  |                                                              |
|  | Panoplosaurus                                                |
|  |                                                              |

|  | Edmontonia    |
|  |               |
|  | Panoplosaurus |
|  |               |

|  | Struthiosaurus  |
|  |                 |
|  | Zhejiangosaurus |
|  |                 |

|  | Niobrarasaurus                                               |
|  |                                                              |
|  | Nodosaurus                                                   |
|  |                                                              |
|  | Pawpawsaurus                                                 |
|  |                                                              |
|  | Sauropelta                                                   |
|  |                                                              |
|  | Silvisaurus                                                  |
|  |                                                              |
|  | Stegopelta                                                   |
|  |                                                              |
|  | Texasetes                                                    |
|  |                                                              |
|  | \| \| Edmontonia \| \| \| \| \| \| Panoplosaurus \| \| \| \| |
|  |                                                              |
|  | Edmontonia                                                   |
|  |                                                              |
|  | Panoplosaurus                                                |
|  |                                                              |

|  | Edmontonia    |
|  |               |
|  | Panoplosaurus |
|  |               |

|  | Niobrarasaurus                                               |
|  |                                                              |
|  | Nodosaurus                                                   |
|  |                                                              |
|  | Pawpawsaurus                                                 |
|  |                                                              |
|  | Sauropelta                                                   |
|  |                                                              |
|  | Silvisaurus                                                  |
|  |                                                              |
|  | Stegopelta                                                   |
|  |                                                              |
|  | Texasetes                                                    |
|  |                                                              |
|  | \| \| Edmontonia \| \| \| \| \| \| Panoplosaurus \| \| \| \| |
|  |                                                              |
|  | Edmontonia                                                   |
|  |                                                              |
|  | Panoplosaurus                                                |
|  |                                                              |

|  | Edmontonia    |
|  |               |
|  | Panoplosaurus |
|  |               |

|  | Niobrarasaurus                                               |
|  |                                                              |
|  | Nodosaurus                                                   |
|  |                                                              |
|  | Pawpawsaurus                                                 |
|  |                                                              |
|  | Sauropelta                                                   |
|  |                                                              |
|  | Silvisaurus                                                  |
|  |                                                              |
|  | Stegopelta                                                   |
|  |                                                              |
|  | Texasetes                                                    |
|  |                                                              |
|  | \| \| Edmontonia \| \| \| \| \| \| Panoplosaurus \| \| \| \| |
|  |                                                              |
|  | Edmontonia                                                   |
|  |                                                              |
|  | Panoplosaurus                                                |
|  |                                                              |

|  | Edmontonia    |
|  |               |
|  | Panoplosaurus |
|  |               |

|  | Niobrarasaurus                                               |
|  |                                                              |
|  | Nodosaurus                                                   |
|  |                                                              |
|  | Pawpawsaurus                                                 |
|  |                                                              |
|  | Sauropelta                                                   |
|  |                                                              |
|  | Silvisaurus                                                  |
|  |                                                              |
|  | Stegopelta                                                   |
|  |                                                              |
|  | Texasetes                                                    |
|  |                                                              |
|  | \| \| Edmontonia \| \| \| \| \| \| Panoplosaurus \| \| \| \| |
|  |                                                              |
|  | Edmontonia                                                   |
|  |                                                              |
|  | Panoplosaurus                                                |
|  |                                                              |

|  | Edmontonia    |
|  |               |
|  | Panoplosaurus |
|  |               |

## Levenswijze

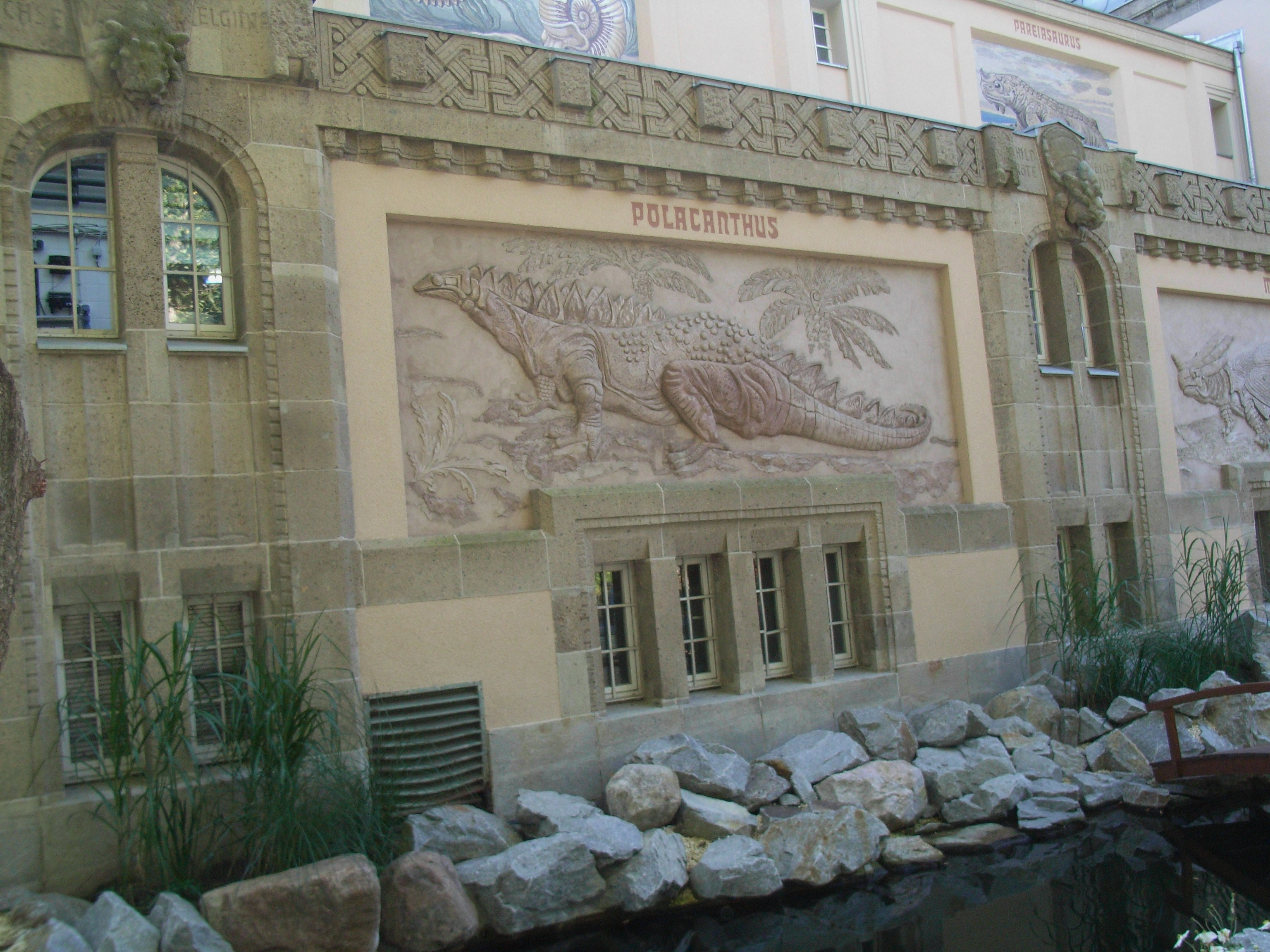
Polacanthus afgebeeld in een hurkende houding waarin hij zich wellicht verdedigde

Polacanthus leefde in een warm klimaat. Overvloedige regenval deed een weelderige vegetatie ontstaan, maar de intense hitte tijdens het zomerseizoen leidde tot een maandenlange verdroging. Eten kon dan gevonden worden aan de rand van brakwatermeren die gevormd werden doordat de zee vanuit het westen het Wessexbassin binnendrong; op zo'n locatie is het holotype gevonden. Zijn hoofdvoedsel bestond uit laag bij de grond groeiende vegetatie; hogere lagen konden niet bereikt worden omdat Polacanthus zijn kop niet hoger dan anderhalve meter boven de grond kon heffen. De planten werden vermoedelijk met een hoornsnavel afgebeten, door rijen kleine tanden verder verknipt en daarna ingeslikt om in de enorme buikholte door bacteriën verteerd te worden.
De pantserplaten dienden als bescherming tegen roofsauriërs, carnivore theropoden, voor een dier dat niet in staat was hard te rennen. Door de extreme afplatting van de romp kon Polacanthus zich dicht tegen het aardoppervlak aan drukken, in de hoop dat het pantser en stekels voldoende bescherming gaven tegen de aanvaller. Dezelfde afplatting maakte het lastig voor grotere theropoden Polacanthus op de rug te draaien om de buik aan te vallen. Het is trouwens mogelijk dat die door een brede hoornplaat beschermd werd. Een wat nieuwere hypothese meent dat het dier zich ook actief verdedigde. Daarop wijst de verstijfde staart die wellicht door een speciaal vergroot motorisch zenuwcentrum in het verbrede ruggenmergkanaal van het bekken aangestuurd werd. Theropoden in zijn leefgebied, althans de bovenste Upper Weald,  omvatten Aristosuchus, Eotyrannus, Neovenator, Baryonyx en Yaverlandia. Planteneters in die geologische groep zijn Hypsilophodon, Iguanodon, Mantellisaurus en Valdosaurus alsmede de sauropoden Eucamerotus en Ornithopsis.
De platen kunnen verder gebruikt zijn voor gevechten binnen de soort, als pronkorgaan of voor de regeling van de temperatuur, dus voor opwarming en afkoeling. Ruime aderkanalen kunnen die functie hebben ondersteund maar Blows wees erop dat zulke regulering wel niet de hoofdreden voor het pantser zal zijn geweest daar de meeste Dinosauria dergelijke structuren niet bezitten.
In 1996 en 2015 suggereerde Blows dat er sprake zou kunnen zijn van seksuele dimorfie. Langere voorste staartwervels, hogere platen boven die wervels, smallere zijuitsteeksels van die wervels en een geleidelijk in plaats van abrupt naar binnen buigend zitbeen zouden mogelijkerwijs aanpassingen kunnen voor het paren of het leggen van eieren. Hij moest zelf toegeven dat het bewijs vooralsnog zwak was en onthield zich ervan aan te geven of exemplaren met zulke kenmerken wijfjes waren of mannetjes.
Dat de hersenpan relatief groot is, werd in 1996 verklaard uit de lichtere bouw van Polacanthus ten opzichte van ankylosauriden. Die bouw zou tot een hoger activiteitsniveau geleid hebben, waarvoor weer een grotere intelligentie nodig was.